# Tramway de Tours
Le tramway de Tours fait référence aux réseaux de tramway de l'agglomération de Tours, en Indre-et-Loire, dans la région française Centre-Val de Loire, en place à différentes époques :
- un ancien réseau, en service de juillet 1877 à septembre 1949 ;
- un nouveau réseau dit de TCSP, conçu à partir des années 1990 et mis en service le 31 août 2013, s'intégrant dans le réseau Fil bleu.

## L'ancien réseau: 1877-1949

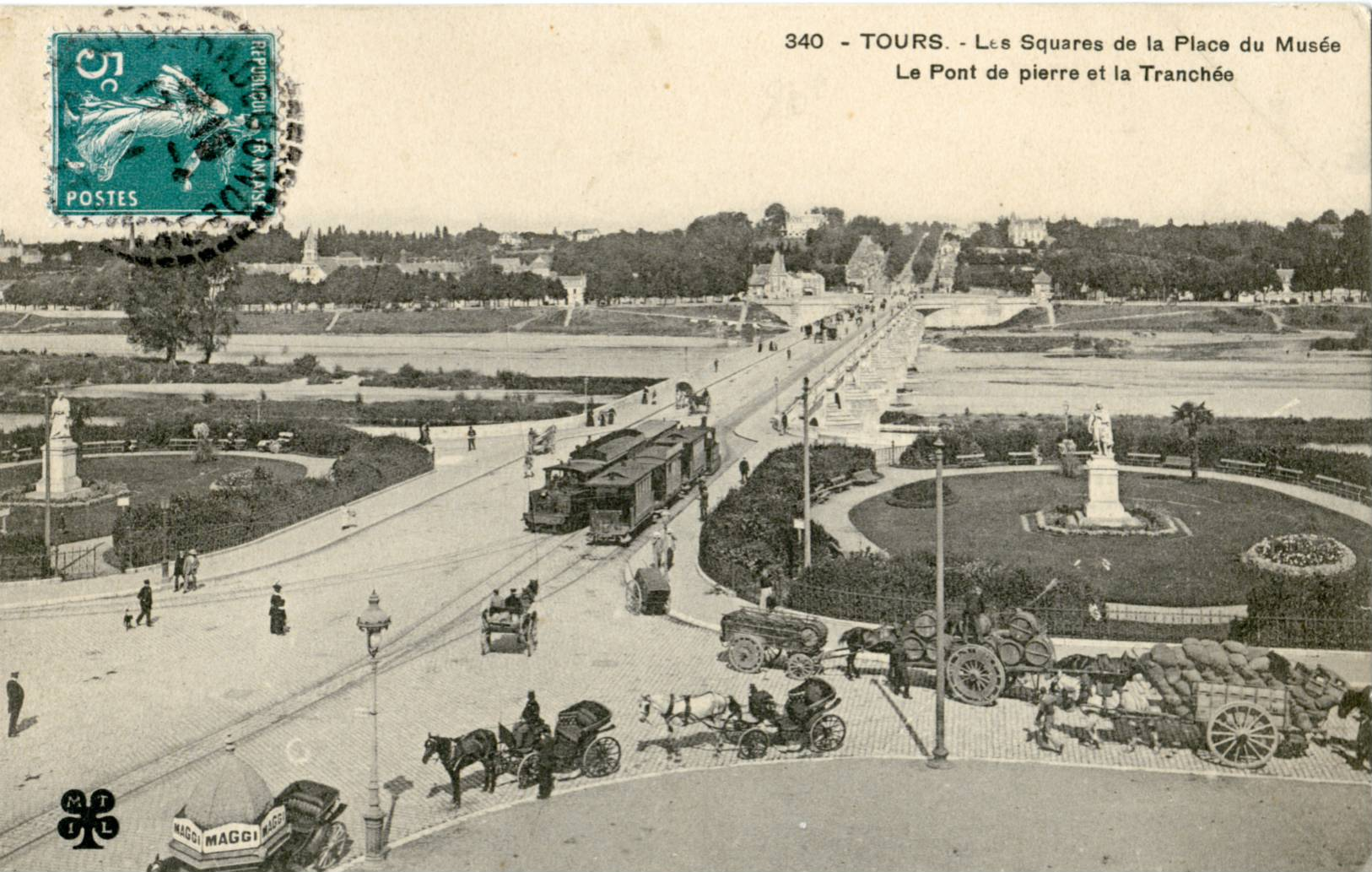
Tramways à vapeur, Place du Musée.

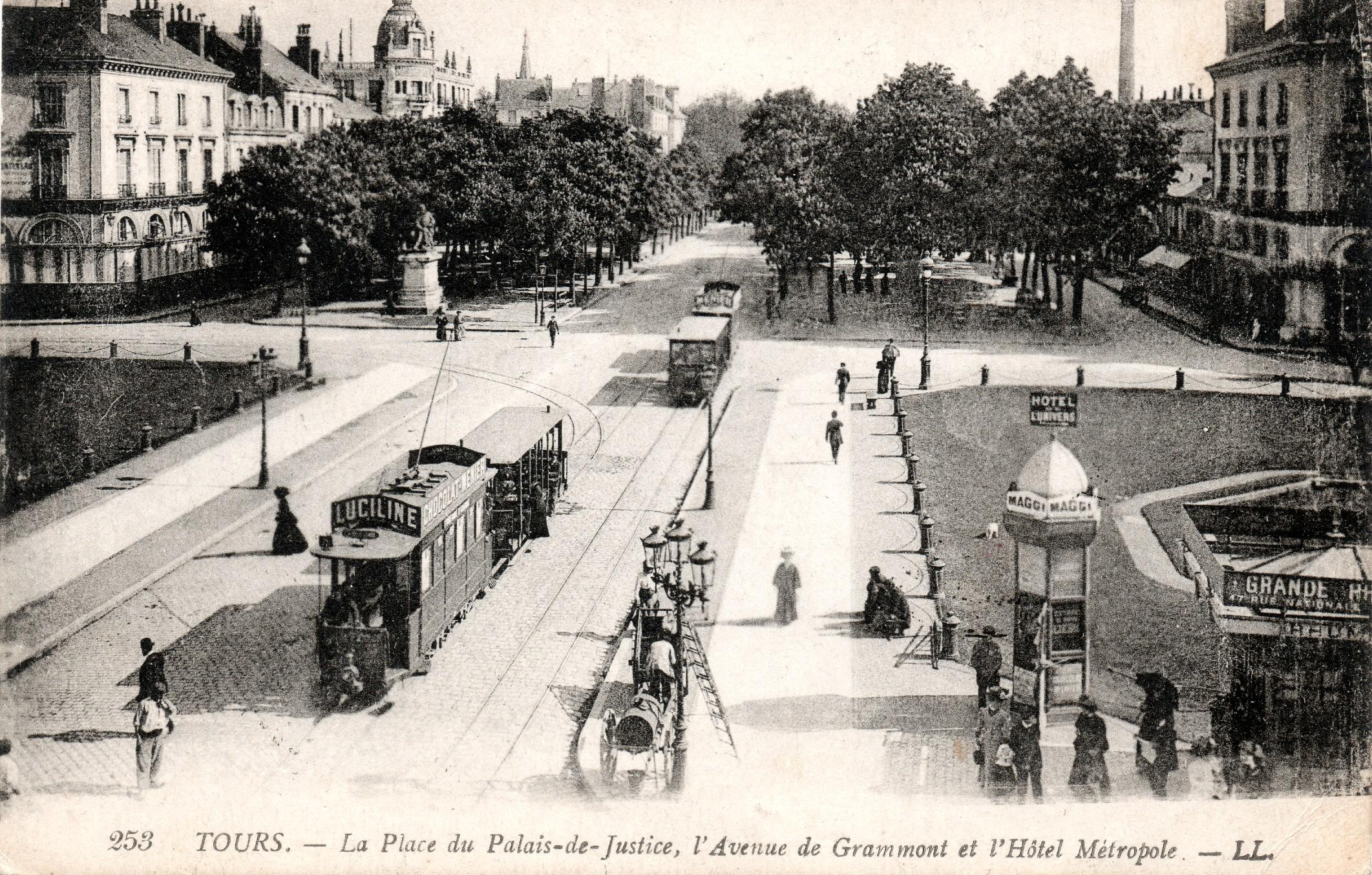
Croisement de deux tramways électriques, avenue de Grammont, place du Palais de Justice.

La municipalité de Tours avait envisagé la création d'un réseau de tramways dès 1874. Elle retint la proposition d'un entrepreneur belge, Frédéric-Jean de La Hault, fondateur de la Compagnie générale française de tramways, dont la société mit en service le premier réseau de transports en commun de la ville, tracté par des chevaux, le 8 juillet 1877.
Un autre exploitant prolonge le réseau en 1889 jusqu'à Vouvray, en longeant la Loire sur 7,6 km, avec des rames tractées par des locomotives à vapeur, système Rowan.
Une nouvelle société, la Compagnie des tramways de Tours, est créée en 1898 pour électrifier et étendre le réseau urbain, qui atteint 20 km en 1900. En 1916, durant la Première Guerre mondiale, certains tronçons sont abandonnés. Les lignes suburbaines ferment en 1932 devant la concurrence routière des autobus privés.
Le réseau de tramways subit d'importantes destructions pendant la Seconde Guerre mondiale, notamment lors du bombardement des installations ferroviaires de Tours le 20 mai 1944, qui détruit le dépôt. Les installations sont réparées autant que possible à la Libération, et le réseau fonctionne jusqu'au 14 septembre 1949, où le dernier tram est remplacé par des autobus, ancêtres du réseau Fil bleu de l'agglomération tourangelle.

## La création d'un nouveau réseau: 1990-2013

Carte animée de l'évolution des infrastructures ferroviaires de l'agglomération de Tours, dont celles des anciens et actuels tramways, de 1875 à nos jours.

### Années 1990: l'idée d'un TCSP à Tours
La municipalité d'Hervé Chantrel agit pour faire passer la nouvelle autoroute A10 dans la presqu'île, à proximité immédiate du centre-ville. Elle est créée en 1968-1972, amenant l'aménagement d'un important échangeur qui restructure fortement les boulevards du XVIIIe siècle en bordure de Loire.
Un syndicat des transports, le SITCAT, est créé en 1974, mais la ville de Tours n'y adhère qu'en 2002, après la réélection de Jean Germain en 2001 comme maire de la ville centre, qui compte alors environ 136 000 habitants,. La Communauté d'agglomération de Tours (Tour(s)plus) est créée en 2000, entre Tours et les communes voisines.
Au début des années 1990, la fréquentation des bus commençant à stagner fortement, le maire de Tours, Jean Royer, lance les études d’un transport collectif en site propre (TCSP). La ville envisage des matériels hybrides de type TVR, mi-trolleybus, mi-tramway, alors que le SITCAT préconise un tramway classique.
Plusieurs tracés sont envisagés par la Ville jusqu’en 1994. Le projet prévoit deux lignes qui se croiseraient dans le centre de Tours : une allant du lycée Vaucanson, au nord de Tours, à Joué-lès-Tours et au parc Grandmont au sud (en forme de « Y ») ; l'autre, une transversale est-ouest, reliant Saint-Pierre-des-Corps et La Riche. En parallèle, il est étudié la création d’un site propre pour les bus sur la route nationale 10, le grand axe nord-sud qui va du carrefour de la Tranchée, au nord, à Grandmont, au sud. Ce projet sera réalisé durant le mandat suivant, la municipalité de Jean Germain élue en 1995 ayant choisi de poursuivre le projet.

### Du bus à haut niveau de service au tramway

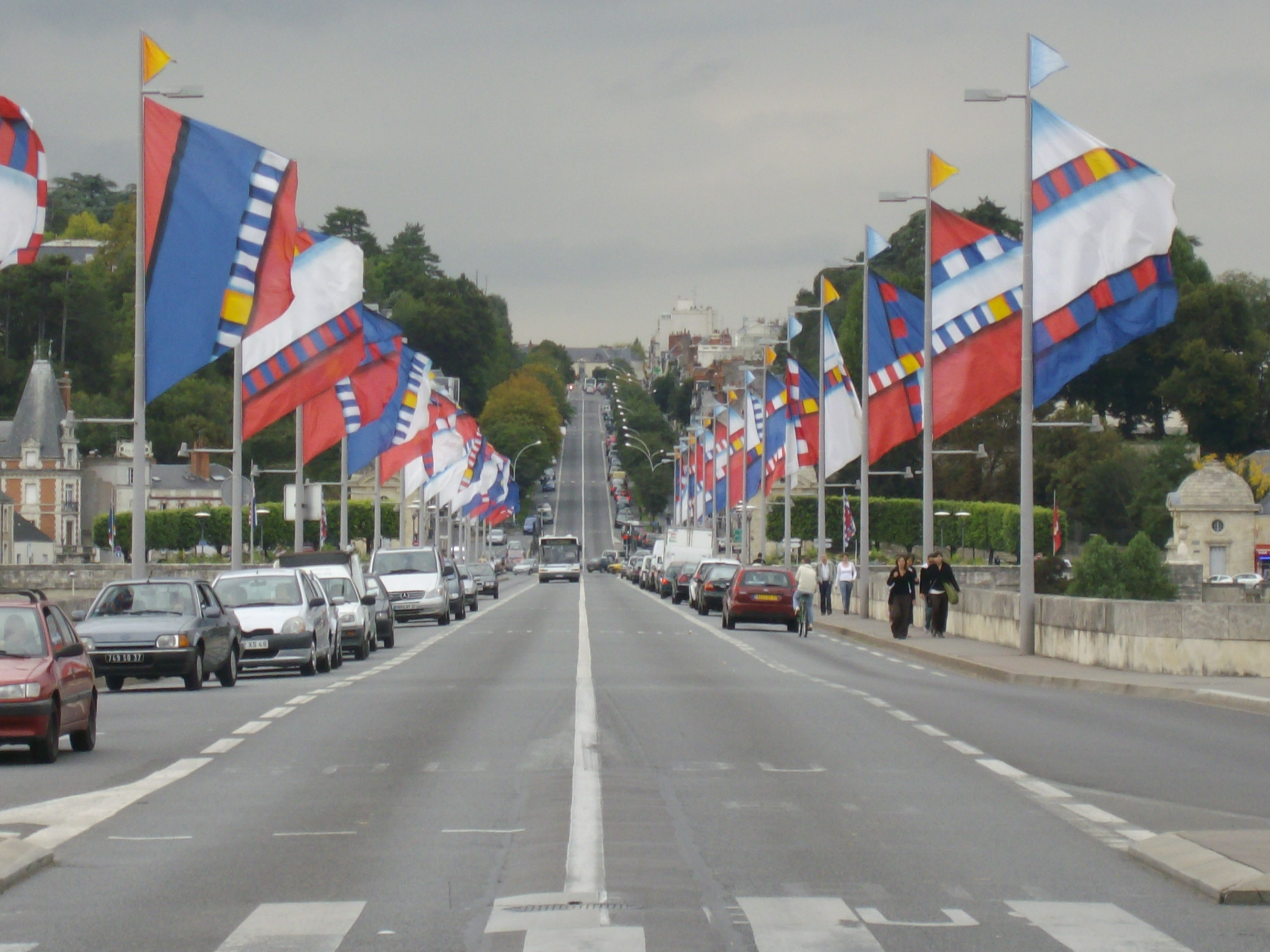
Site propre de l'avenue de la Tranchée, en 2007.

La communauté d'agglomération adopte en 2003 un plan de déplacements urbains (PDU) qui reprend quasiment le schéma ébauché dix ans plus tôt : il prévoit la mise en place de deux lignes de TCSP, sans toutefois définir le mode de transport à réaliser : une première ligne nord - centre - Joué-lès-Tours et une seconde est - centre - sud de Saint-Pierre-des-Corps à l’hôpital Trousseau (un peu plus loin que Grandmont au sud, sur la commune de Chambray-lès-Tours). La branche de La Riche n'est pas dans ces plans.
La première ligne de TCSP est réalisée dès le début des années 2000, empruntée par un Bus à haut niveau de service (BHNS) dont l'emprise sera utilisée par la ligne A du tramway.
Après une réflexion engagée en 2005 sur un mode « tramway classique », la création d’une ligne de tramway a été décidée en 2007 par le syndicat intercommunal des transports en commun de l’agglomération tourangelle (SITCAT), autorité organisatrice des transports urbains dans les 19 communes de la Communauté d'agglomération de Tours et six autres (Chanceaux-sur-Choisille, Parçay-Meslay, Rochecorbon, Vernou-sur-Brenne, Vouvray et La Ville-aux-Dames). Le conseil du SITCAT approuve le projet le 4 février 2010 et demande sa mise à enquête, qui a lieu du 15 juin 2010 au 30 juillet 2010. Le projet a été déclaré d'utilité publique par arrêté préfectoral du 21 décembre 2010.
Entre 2009 et 2010 s'est posée la question d'installer ou non des lignes aériennes de contact dans l'hypercentre. Le choix d'une alimentation par le sol entre la gare et la place Choiseul au pied de la Tranchée (soit au-delà du seul périmètre du Plan de Sauvegarde et de Mise en Valeur (PSMV) a été retenu.

### Les objectifs du projet
En termes de transport, la ligne A est destinée à relier les pôles générateurs de déplacements les plus importants de l'agglomération, avec :
- les activités du centre-ville, avec ses commerces et services publics ;
- la gare de Tours, fréquentée par 40 000 voyageurs quotidiens ;
- Joué-lès-Tours, second pôle urbain de l'agglomération, en pleine mutation ;
- le quartier récent des Deux-Lions, avec ses 1 200 logements, 50 entreprises (offrant 2 000 emplois) et 6 000 étudiants, et dont l'aménagement prévoit la création de 40 000 m² de bureaux, 50 000 m² de logements et 21 000 m² de commerces ;
- trois quartiers faisant l'objet d'un projet de rénovation urbaine (PRU) conventionnés avec l'ANRU, en vue de leur désenclavement, le Sanitas et Europe à Tours, ainsi que la Rabière à Joué-les-Tours[2],[7].

La ligne dessert, dans un rayon de 400 mètres de ses 29 stations, 62 000 habitants, 31 000 emplois, 14 000 étudiants et 9 000 scolaires, et devrait transporter 55 000 voyageurs par jour en 2018, soit 40 % de la fréquentation du réseau. Le SITCAT prévoit également une augmentation de la fréquentation des bus de 27 %.
La ligne est accompagnée par la création d'un itinéraire cyclable tout au long du tracé. Là où la largeur des voies ne permettait pas la création d'une piste cyclable, la voirie a été aménagée en zone 30, afin de pacifier la circulation, banaliser la plate-forme du tramway et permettre la circulation des cyclistes parmi les voitures, tout en réalisant un plan de circulation excluant la circulation de transit de ces zones. La vitesse des rames est de 25 à 50 km/h (13 à 15 km/h dans les courbes).

### Les critiques
À partir de juillet 2010 une contestation prend forme. Elle est composée notamment de collectifs et d'associations, notamment une association proche de l'opposition municipale (TCSP 37).
À la suite de la signature de la DUP par le préfet en décembre 2010, l'association TCSP37 forme un recours devant le tribunal administratif d'Orléans. Le tribunal rejette la demande de référé-suspension le 13 mai 2011, et le recours sur le fond en juin 2012.
En parallèle, les associations cyclistes ont alerté sur le manque de réduction de la circulation automobile et sur les insuffisances de circulation des vélos autour du tramway ; sur l'avenue Maginot une pétition s'est opposée, entre autres, au principe d'une voie mixte (tram et véhicules) dans le sens nord-sud.
En avril 2011 la contestation sur les arbres a pris de l'ampleur dans le quartier du Sanitas avec les plaintes de nombreux Tourangeaux sur l’abattage des arbres du mail de 600 m de long. Plusieurs militants sont montés aux branches en signe de protestation.
En septembre 2011 François Louault, agrégé de géographie à la retraite, dépose un recours auprès du tribunal administratif d'Orléans, demandant la suspension des travaux de construction d’un pont sur le Cher sur la commune de Tours. Le référé-suspension est rejeté fin octobre, et le recours lui-même en juin 2012.
En raison d'une implantation des rails au même niveau que les trottoirs, il arrive que les piétons soient présents sur les voies, contraignant les conducteurs des rames à actionner leur avertisseur sonore et à limiter leur vitesse à 15 km/h au lieu de 50.

### Coûts et financements
Initialement évalué entre 270 et 290 millions d'euros lors des études préalables de 2007, l'estimation du coût est fixée en 2009 à plus de 369 millions d'euros HT (valeur 2009) (notamment du fait de l'extension de la ligne sur 2,5 km supplémentaires au Nord pour près de 45 millions d'euros (entre le Beffroi et le lycée Vaucanson). Début 2013, le budget est réévalué à la hausse pour dépasser les 400 millions d'euros HT (valeur 2013), pour finalement s'établir à 433 millions d'euros à la fin du chantier. Les investissements liés à ce projet sont principalement financés par emprunt (chantier, études…).
La Communauté d'agglomération de Tours subventionne le projet pour 50 millions, le département d'Indre-et-Loire, 14,60 millions, la région Centre, 12 millions, l'État 12 millions au titre du Contrat de plan État-région, auxquels s'ajoutent 33 millions au titre des Grenelle I et  Grenelle II. La subvention obtenue au titre du Grenelle II a permis de réaliser 2,5 km supplémentaires de la ligne au nord, et de positionner à ce terminus le centre de maintenance.
Le remboursement des emprunts sera assuré par le SITCAT notamment au moyen du versement mobilité payé par les employeurs de plus de 9 salariés, dont le taux a été porté à 1,8 % en janvier 2009 et à 2 % le 1er janvier 2013.

#### Analyse comparative du coût
| Lieu                       | Date de mise en service | km de ligne | Coût au km en millions d'euros | Investissement en millions d'euros |
| -------------------------- | ----------------------- | ----------- | ------------------------------ | ---------------------------------- |
| Besançon (lignes T1 et T2) | 2014                    | 14,6        | 15,6                           | 228,00                             |
| Mulhouse (lignes E/O, N/S) | 2006                    | 12,2        | 20,33                          | 248,00                             |
| Clermont-Ferrand (ligne A) | 2006                    | 14,2        | 20,7                           | 293.94                             |
| Orléans (ligne A)          | 2000                    | 18,5        | 20,95                          | 387,63                             |
| Le Mans (ligne T1)         | 2007                    | 15,4        | 21,56                          | 332,00                             |
| Reims (ligne A)            | 2011                    | 11,2        | 27,48                          | 288,54                             |
| Montpellier (ligne 1)      | 2000                    | 15,2        | 29,71                          | 451,62                             |
| Angers (ligne A)           | 2011                    | 12,3        | 23,33                          | 287,00                             |
| Bordeaux (phase 1)         | 2003                    | 24,3        | 30,5                           | 736,16                             |
| Valenciennes (ligne 1)     | 2006                    | 9,4         | 30,19                          | 283,83                             |
| Bordeaux (phase 2)         | 2007                    | 19,5        | 30,62                          | 597,06                             |
| Paris (T3)                 | 2006                    | 6,9         | 31,25                          | 214,11                             |
| Marseille (ligne 1)        | 2007                    | 11,1        | 36,21                          | 401,96                             |
| Nice (ligne 1)             | 2007                    | 8,8         | 38,97                          | 342,94                             |

Les chiffres qui précèdent ont été publiés en 2008 et n'ont pas été indexés. On peut comparer ces chiffres avec le coût du projet de Tours, dont les évaluations de 2009 étaient de 369 millions d'euros, soit 25 millions par kilomètre. Si on tient compte de l'évaluation de 2013 (400 millions), ce coût s'élève à 27 millions par kilomètre en euros courants.
Deux ans plus tard, le 21 décembre 2015, un rapport de la Cour régionale des comptes indique de nouveaux chiffres : le coût kilométrique est de 29,42 millions. Le coût total du projet est de 638 427 333 euros (dont 202 986 357 de charges financières). Le dépassement de l'enveloppe initiale est de 72,6 millions d'euros, soit 19,7 %, largement supérieur à Brest (2,7 %) et Besançon (12,2 %). La dette est passée de 12,5 millions d'euros en 2010 à 302,17 millions d'euros en 2013. On y lit aussi que « En intégrant le SITCAT, l'encours de la dette de Tour(s) Plus a été multiplié par 3,6 et est passé de 116,6 à 420,8 millions d'euros entre 2013 et 2014 ». La cour des comptes estime que, concernant des lignes de tramway supplémentaires, les finances de Tour(s) Plus « ne sont pas en mesure de supporter de tels investissements ».

### Acteurs du projet
Le SITCAT (Syndicat Intercommunal de Transport en Commun) a mandaté Cité Tram comme maître d'ouvrage délégué de ce projet.

#### SITCAT, l'autorité organisatrice

logo du Sitcat.

Le tramway, élément du réseau Fil bleu, est défini et financé par une autorité organisatrice, le Syndicat intercommunal des transports en commun de l’agglomération tourangelle (SITCAT).
Malgré la création des communautés d'agglomération, dont la « compétence transports » est obligatoire et qui sont donc de fait des autorités organisatrices, le maintien d'un Syndicat des transports a été rendu nécessaire dans la mesure où le périmètre de transport urbain (PTU) est plus large que la seule communauté d'agglomération de Tours, Tour(s) Plus.

#### Cité Tram
Cité Tram, Maître d’ouvrage délégué désigné par le Sitcat en novembre 2008, CitéTram, est un groupement composé de la Société d'équipement de la touraine (SET), une société d'économie mixte créée en 1957, et de l'entreprise Transamo, filiale de l’opérateur Transdev (à 90 %) et de la Société des transports intercommunaux de Bruxelles (STIB, à 10 %). Cité Tram, dirigée par Jean-Luc Paroissien, un ingénieur de Transamo qui a déjà travaillé sur les tramways d’Orléans et du Mans, est chargé de la coordination du projet, de son pilotage, du suivi des études et des procédures administratives, des acquisitions foncières, du planning du chantier, de la communication opérationnelle du chantier et du respect du budget. Elle assumera une année de suivi, au titre de la garantie de parfait achèvement.
Cité Tram travaille en partenariat avec de très nombreuses entreprises, de divers métiers. Les travaux ont démarré en juillet 2010.

#### Les maîtres d'œuvre
Le principal maître d'œuvre du projet est un groupement d’entreprises mené par Systra, comprenant également Safege et Eccta pour l’infrastructure, Xelis pour les équipements et les systèmes, ainsi que les cabinets d’architecture et d’aménagements urbains Richez Associés et Ivars & Ballet.
D'autres maîtres d'œuvre sont chargés de volets plus spécifiques :
- RCP Design Global pour la définition de l’identité de la ligne et du design du matériel roulant ;
- Ingérop et States pour le pont sur le Cher ;
- Le groupement L’Heudé et L’Heudé-Iosis Centre-Ouest, pour le centre de maintenance ;
- Boille et Associés, Vouquette, L’Atelier du paysage et AstecQuant pour l’aménagement de la place de la Tranchée[3].

### Grandes dates
Voici le calendrier prévisionnel de la ligne, :
2010
- Du 15 juin au 30 juillet : enquête publique en vue de l'obtention de la déclaration d'utilité publique.
- Juillet : début des travaux de dévoiement des réseaux
- 9 septembre : désignation du constructeur du matériel roulant (Alstom)
- 21 décembre : déclaration d'utilité publique

2011
- Janvier : libération des emprises avec démolition, dépose du mobilier, etc.
- Février : début de la construction du pont sur le Cher et du centre de maintenance
- Avril : début des travaux de plate-forme et abattage des arbres du quartier Sanitas.
- Mai : présentation de la maquette grandeur nature (la motrice et le premier module) d'une rame à la foire de Tours 2011

2012
- Avril : fin des travaux du pont sur le Cher
- Juin : fin des travaux du pont sur le boulevard périphérique
- Août : achèvement de la construction du centre de maintenance
- 5 septembre : livraison de la première rame
- 12 novembre : début des essais du matériel roulant et des systèmes

2013

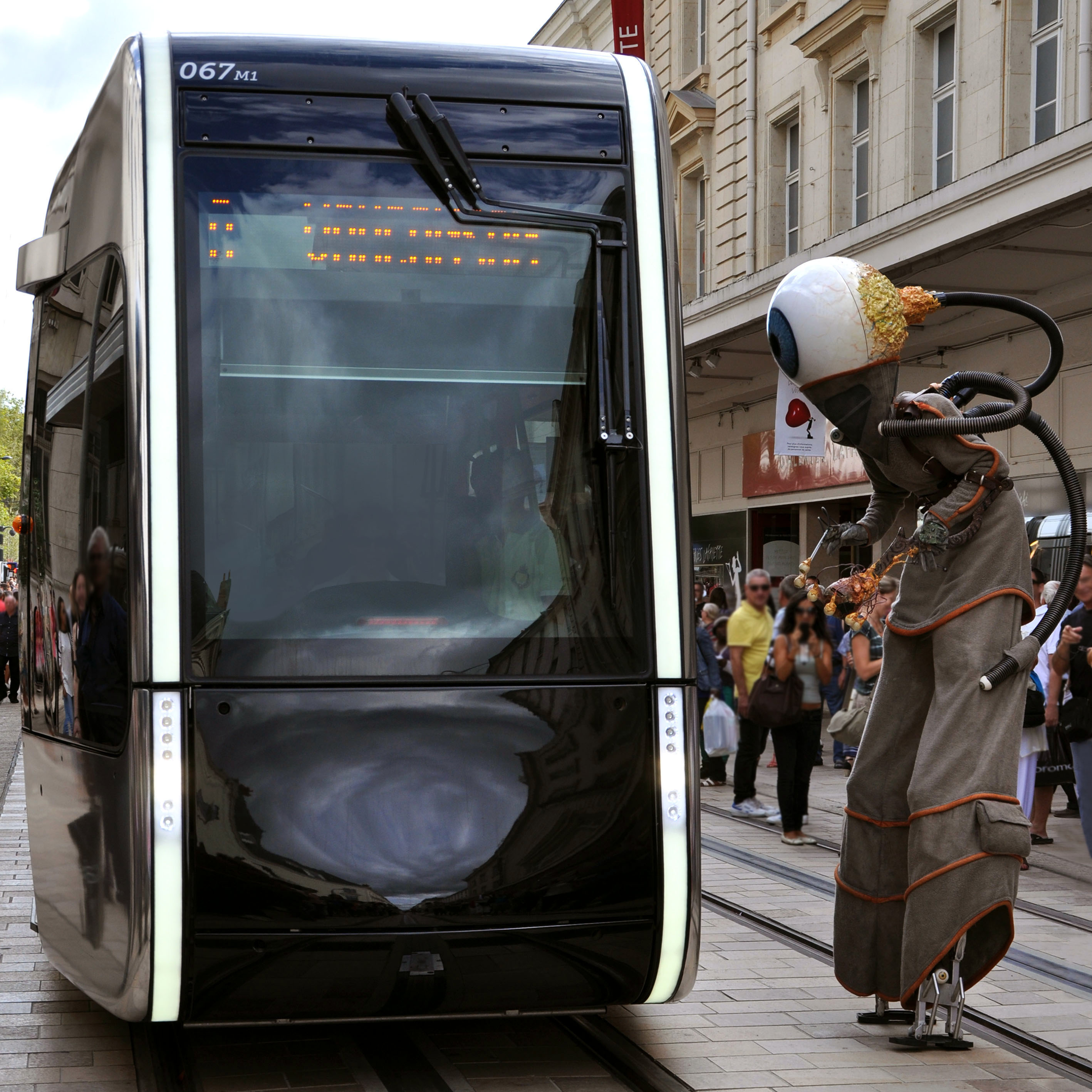
31 août 2013 : inauguration du tramway.

- Février : fin des travaux de système de transports, annonce de la date d'inauguration[20]
- 29 avril : mise en service de L'APS[28]
- Juillet : fin des essais du matériel roulant et des systèmes
- Août : circulation des rames sans voyageurs dans les conditions réelles.
- 31 août : mise en service de la première ligne de tramway[29],[21].

En octobre 2013, la mise en place du tramway est suivie par l'instauration d'un stationnement payant en centre-ville.

Travaux de construction de la ligne en octobre 2011
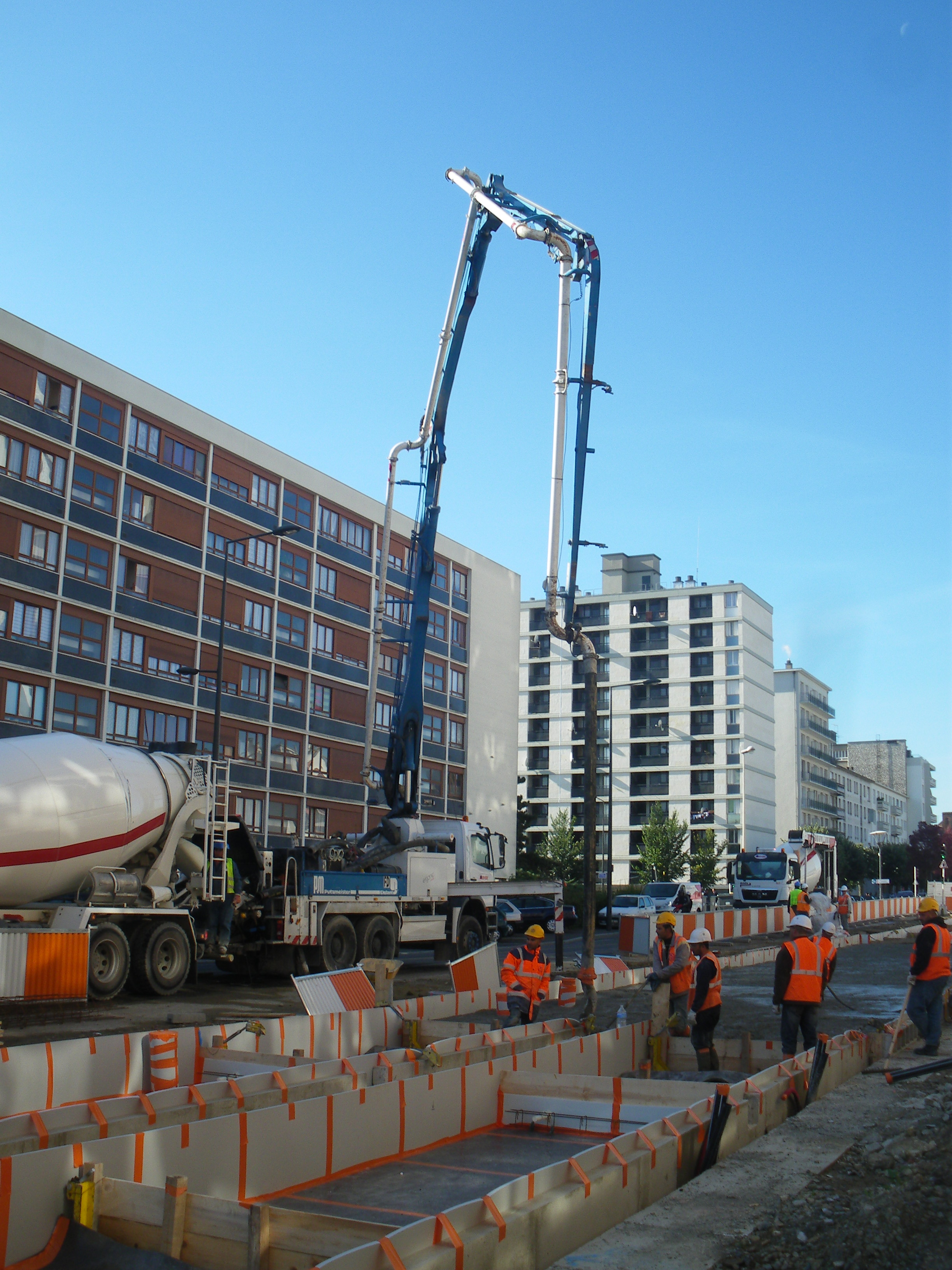
Avenue du Général de Gaulle, quartier Sanitas.
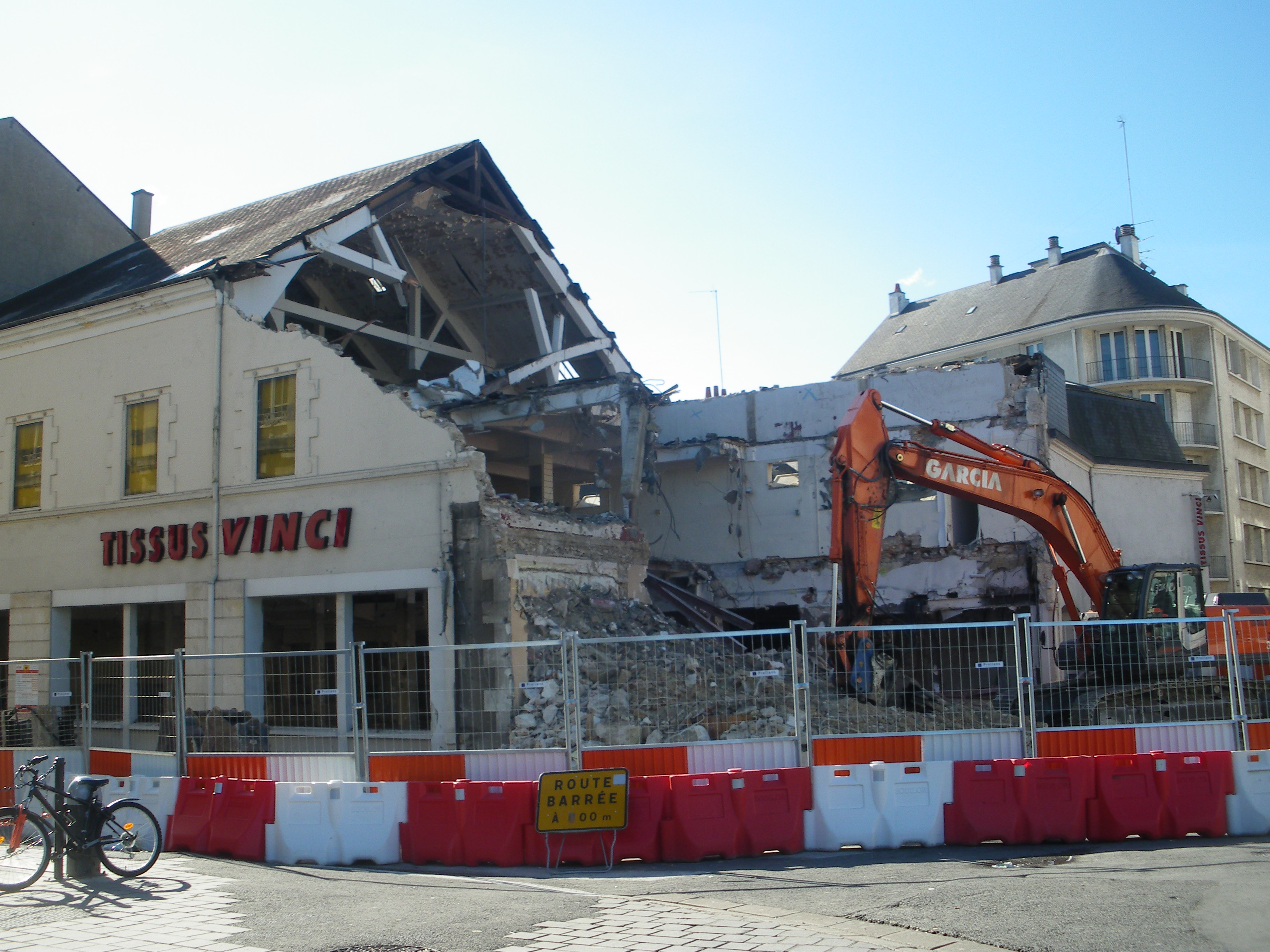
Destruction de l'îlot Vinci.
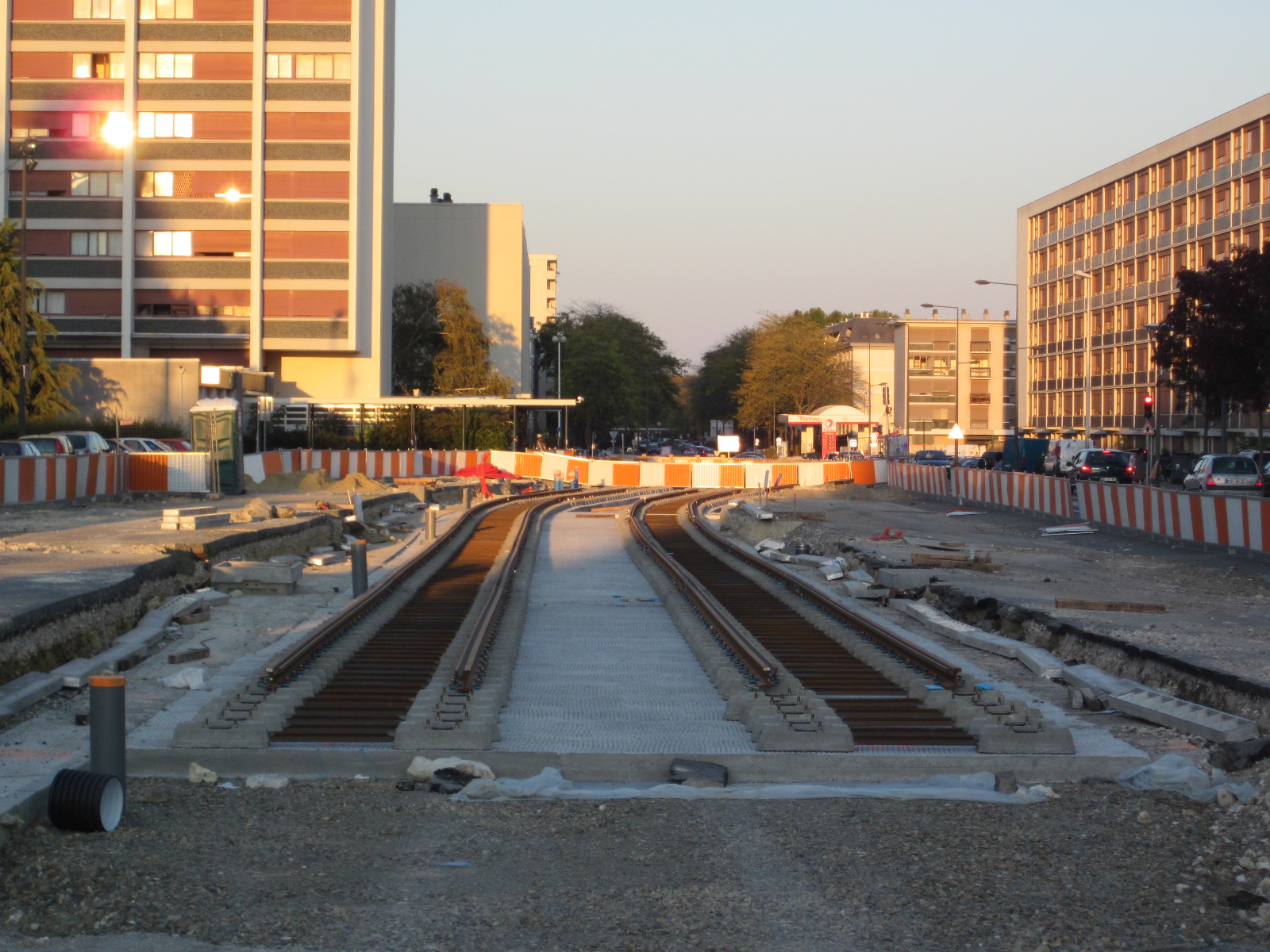
Entrée ouest du quartier Sanitas.
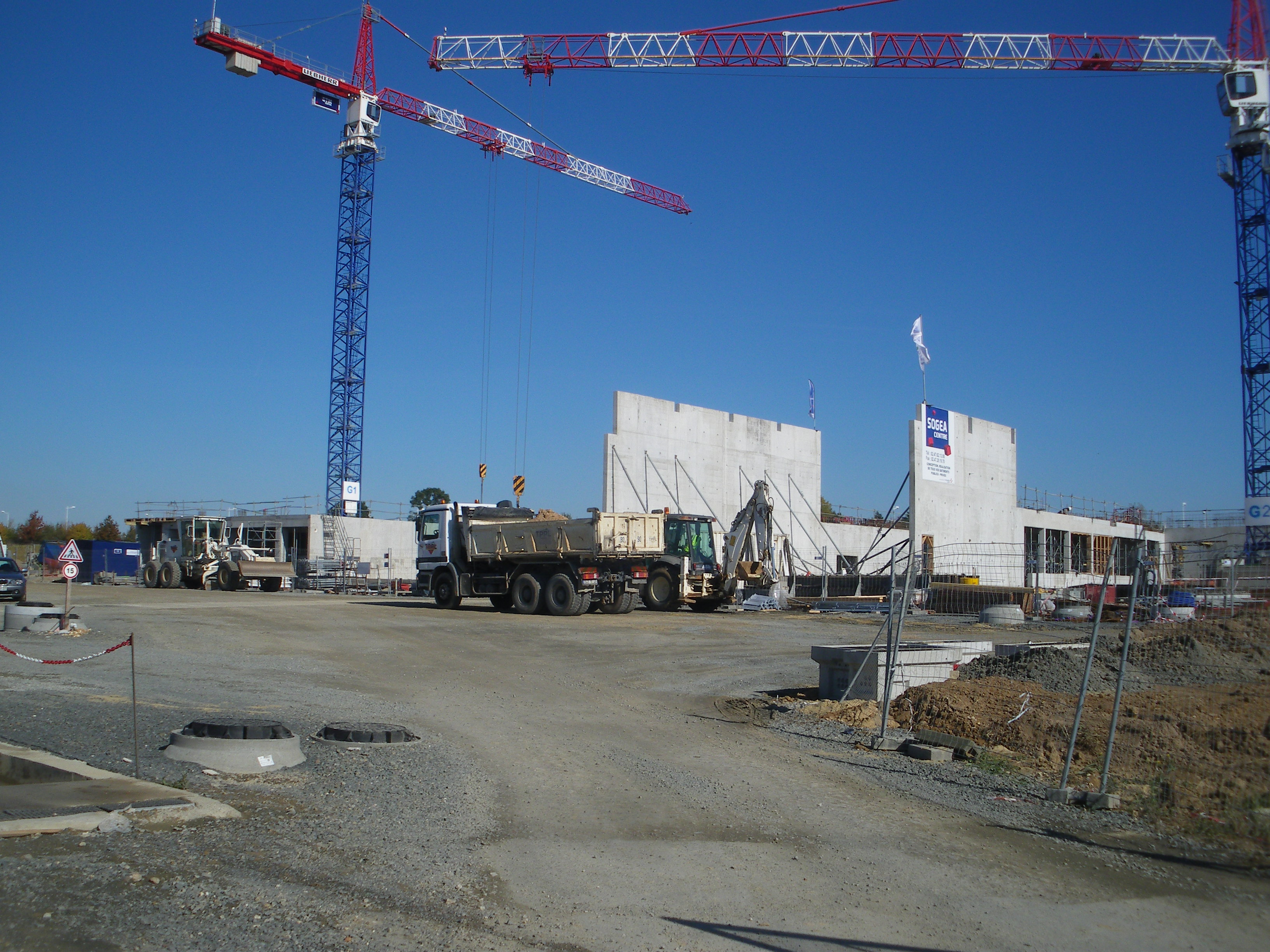
Centre de maintenance.
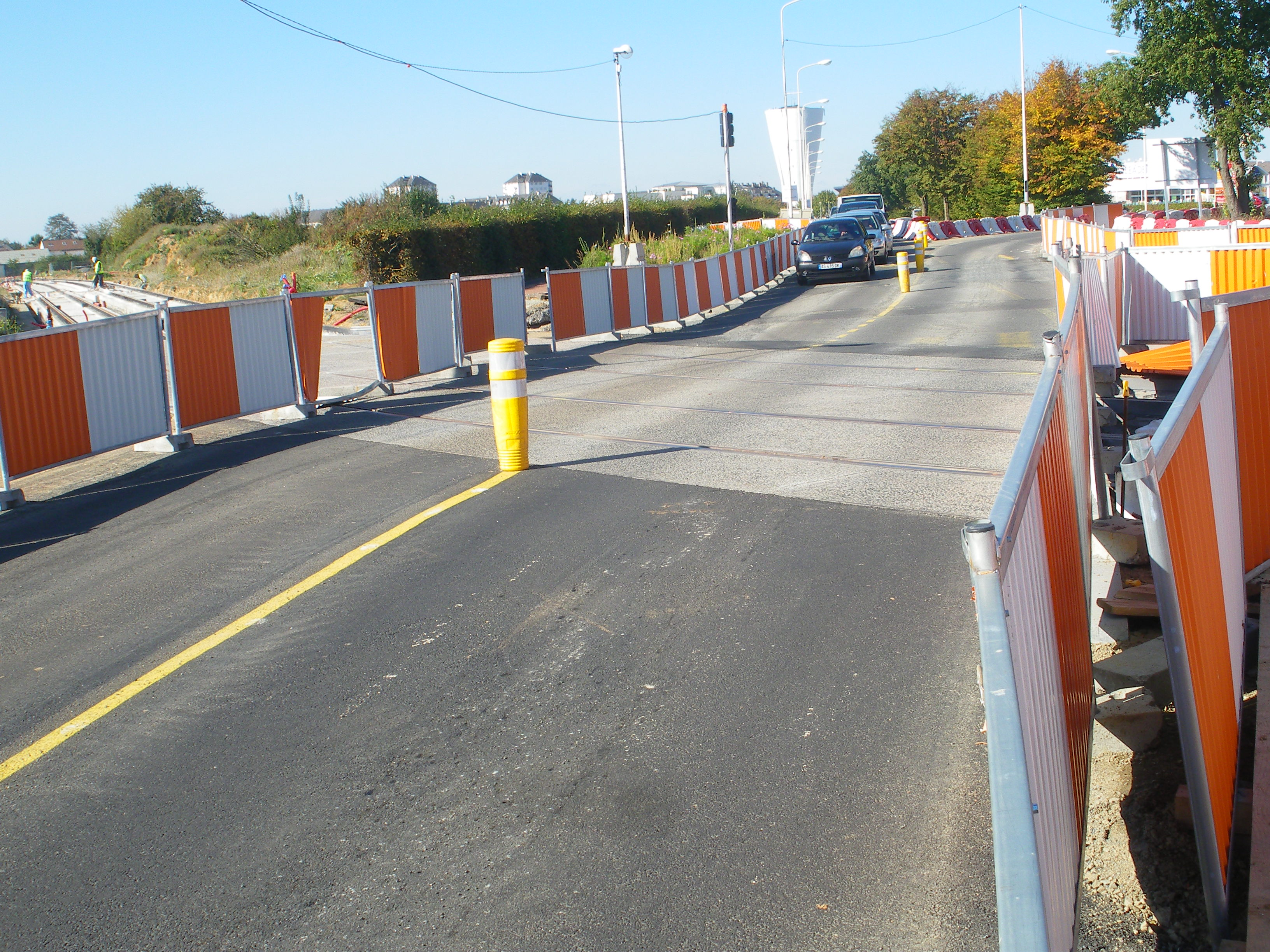
Rue du Colombier.
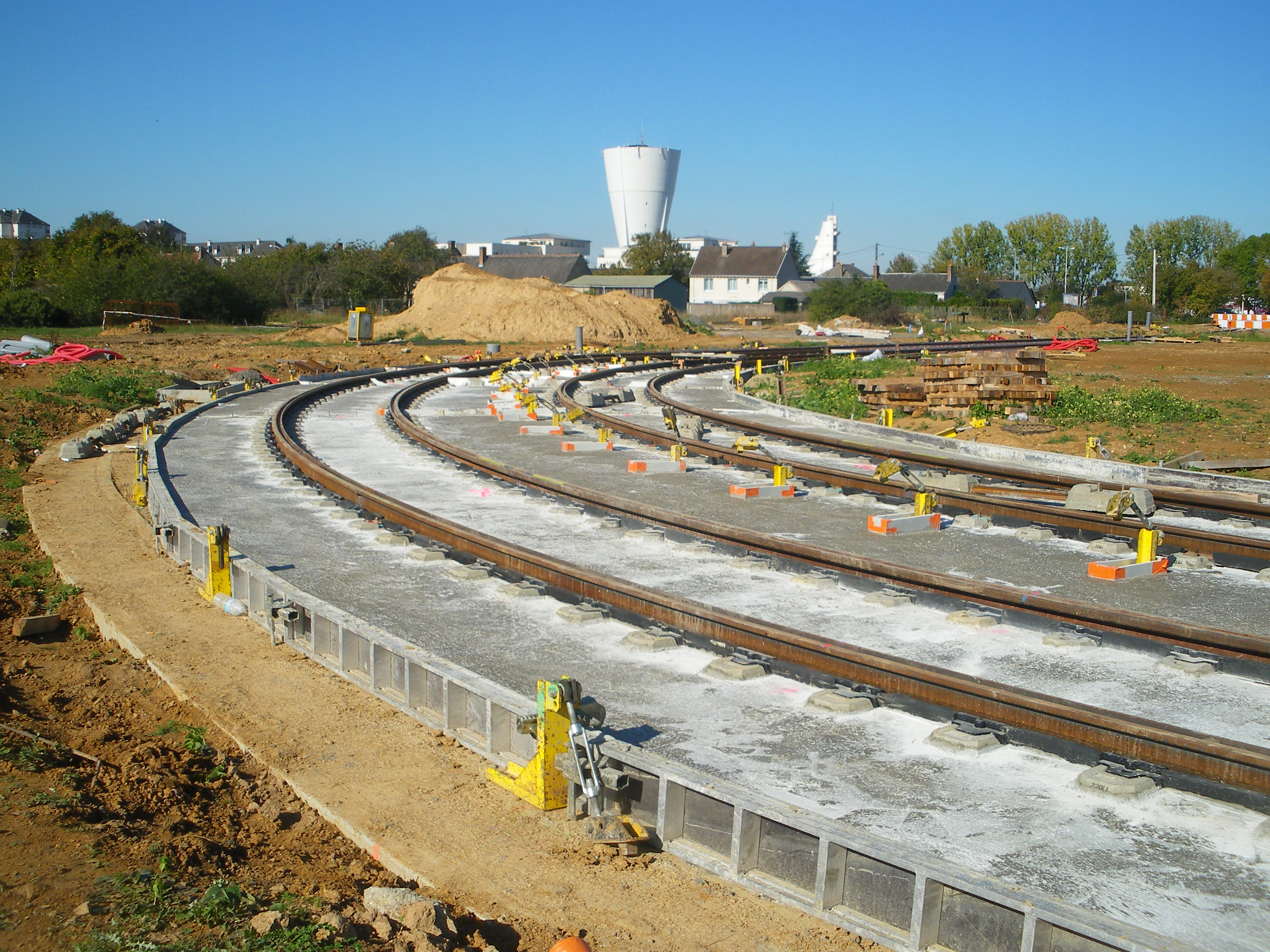
Écoquartier Monconseil.

## Infrastructure

### Tracé et stations

Tracé définitif de la ligne A.

La première ligne du tramway tourangeau reprend globalement le tracé de l'ancienne ligne 1 du réseau Fil bleu en reliant le Lycée Jacques de Vaucanson (à Tours Nord) au Lycée Jean-Monnet (au sud de Joué-lès-Tours).
Le tramway parcourt les villes de Tours et Joué-lès-Tours du nord au sud en réutilisant en grande partie la voie en site propre déjà créée entre le Beffroi et Joué-centre. Il s'en écarte cependant au niveau de l'avenue de Grammont afin d'offrir une meilleure desserte de la gare de Tours et du quartier du Sanitas.
Le pont de Vendée sur le Cher a été reconstruit afin de raccourcir le temps de trajet entre Tours et le quartier des Deux-Lions et d'éviter un passage par le pont Saint-Sauveur. Enfin, un nouveau pont réservé aux circulations douces (tram/bus/piétons/vélos) a également été construit au sud, au-dessus du périphérique.
Principales caractéristiques de la première ligne de tramway :
- 14,8 kilomètres[3]
- 29 stations[3]
- 21 rames de 43 mètres de long
- 54 900 voyageurs transportés chaque jour (prévisions du SITCAT)
- 1 rame toutes les 6 minutes en heures de pointe[3]
- 47 minutes pour parcourir l'intégralité de la ligne (vitesse moyenne : 19 km/h).

À six mois de la fin du chantier, le coût total (ligne, matériel et installations) est estimé être supérieur à 400 000 000 d'euros hors taxes. CitéTram (groupement comprenant SET et Transdev) a été désigné mandataire pour l'avant-projet et la construction de la ligne en novembre 2008.

#### L'architecture des stations

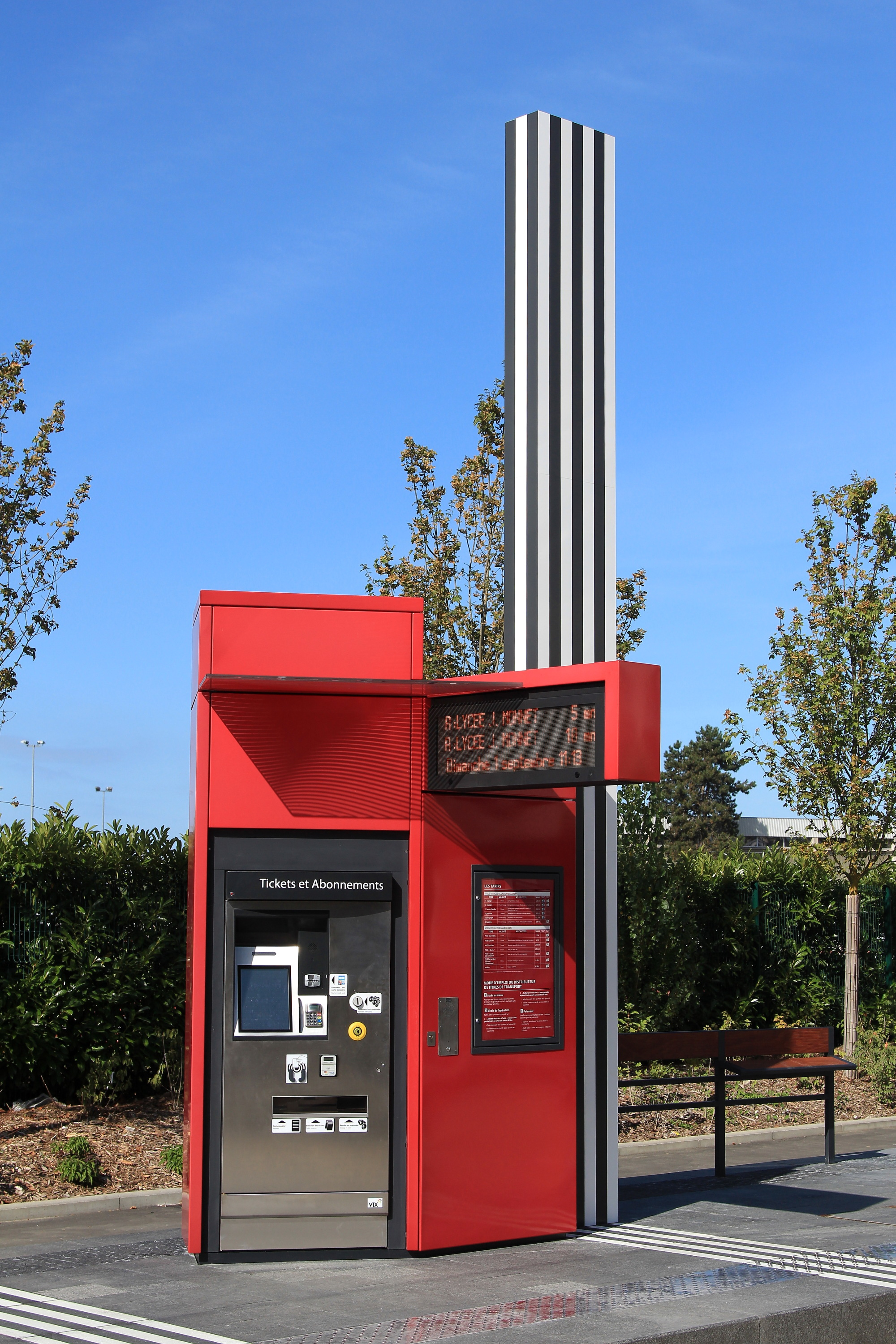
Le totem à bandes noires et blanches ainsi que le distributeur automatique de titres de transports et l'affichage en temps réel présent à chaque station.

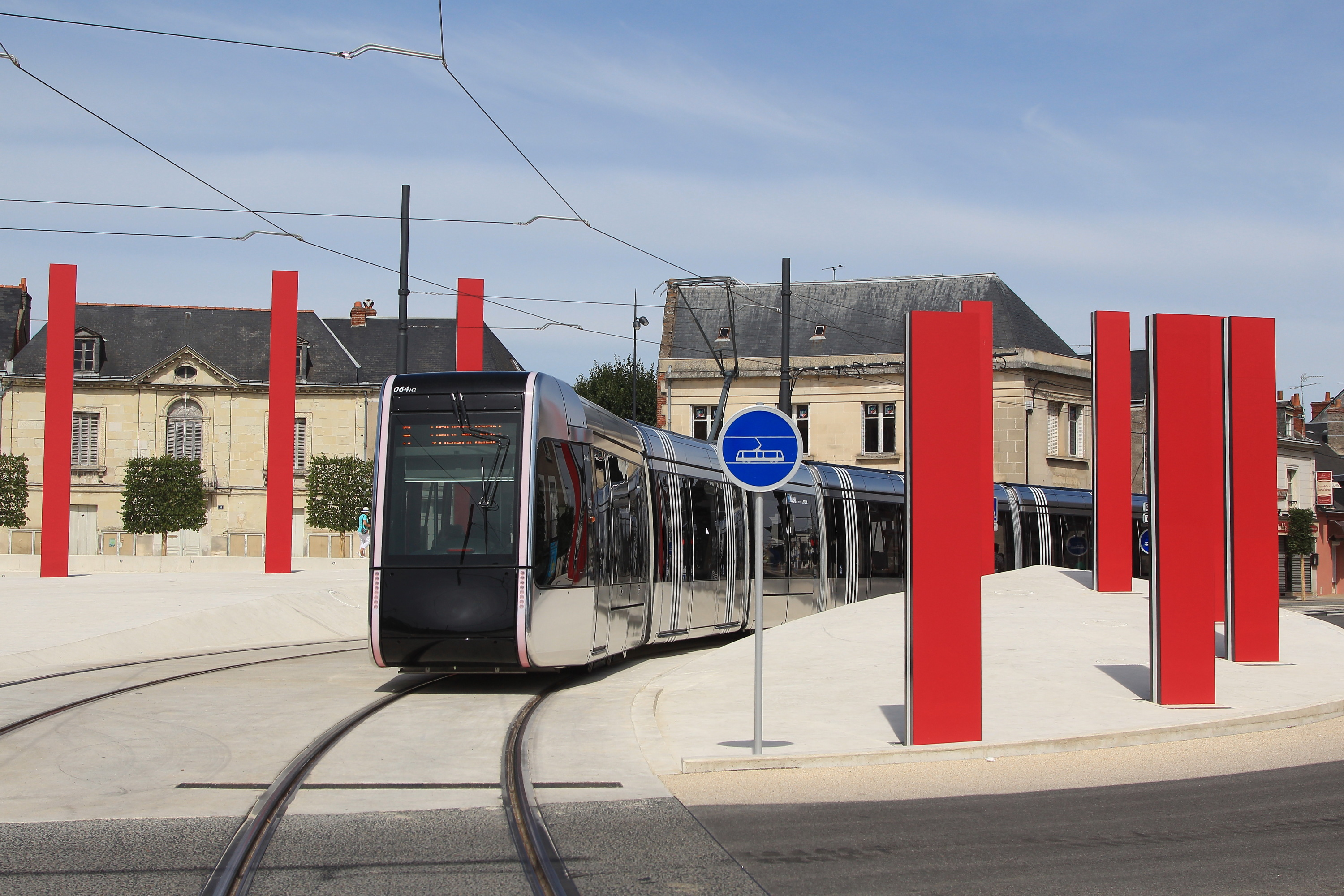
Une rame de tramway quittant la station Tranchée, passe entre les colonnes rouges (et vertes côté verso) de Daniel Buren.

Les vingt-neuf stations de la ligne A de tramway sont conçues sur un plan identique, les quais des deux directions se faisant face. Ils feront 4 m de large et 43 m de long (52 m avec les rampes d’accès). On trouvera 2 abris doubles par quai (16 m de longueur).
Quatre stations ont les quais partagées avec les bus (Marne, Liberté, Joué hôtel de ville, Rotière). Cinq stations sont des stations « trottoir » (Christ Roi, Porte de Loire, Nationale, Liberté, Fac 2 Lions et L'Heure Tranquille) : comme elles sont situées dans les zones piétonnes, l'espace est plan entre la station et le trottoir. Enfin, Jean-Jaurès et Charcot (avenue de Grammont) sont également empruntées par les bus et ont des quais plus longs.
On retrouve sur toutes les stations le totem rouge et les bandes de Daniel Buren,.

#### Liste des stations

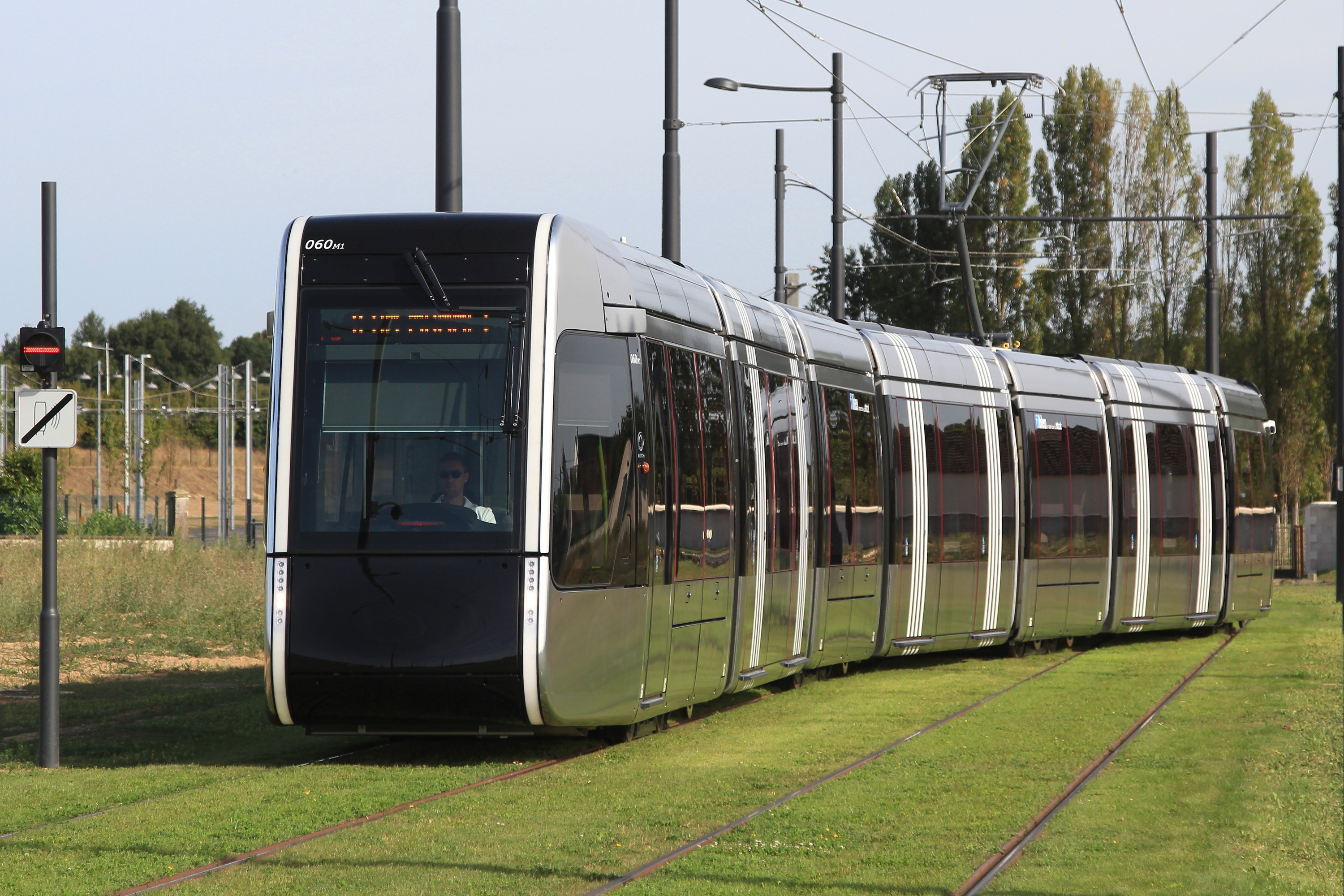
Rame de tramway faisant demi-tour au terminus nord Vaucanson.

Ci-dessous les 29 stations et correspondances de la ligne A du tramway.
Les stations Tranchée, Charles Barrier et Place Choiseul ne sont pas accessibles aux personnes à mobilité réduite.
En cas d'interruption du tramway, la ligne de bus Plan B est mise en place. Exploitée en bus articulés, elle ne peut toutefois pas suivre et desservir le tracé exact de la ligne A, et par conséquent certaines stations de tramway ne peuvent être desservies par cette ligne de remplacement, ou reportées sur des arrêts portant des noms différents : Monconseil n'est pas desservie, Coppée est reportée à l'arrêt Rotterdam, Porte de Loire est reportée à Constantine, Nationale n'est pas desservie, Gare de Tours, Palais des Sports et St Paul ne sont pas desservies car la ligne passe avenue de Grammont, République est reportée à l'arrêt La Grange et Rabière et Bulle d’O sont reportées à l'arrêt Coubertin.
|  |   |  | Stations            | Commune        | Correspondances                                              |
|  | - |  | ------------------- | -------------- | ------------------------------------------------------------ |
|  | ■ |  | Vaucanson           | Tours          | 2 53 56 R9, Vaucanson, Abri à vélos                          |
|  | • |  | Monconseil          | Tours          | Abri à vélos                                                 |
|  | • |  | Marne               | Tours          | 2 12 17 53 56, Abri à vélos                                  |
|  | • |  | Coppée              | Tours          | 2                                                            |
|  | • |  | Beffroi             | Tours          | 10 17 R7, Abri à vélos                                       |
|  | • |  | Trois Rivières      | Tours          | Mayer                                                        |
|  | • |  | Christ Roi          | Tours          | 17 18 68                                                     |
|  | • |  | Tranchée            | Tours          | 10 14 17 18 51 52 73, Tranchée                               |
|  | • |  | Charles Barrier     | Tours          | 10 14 65 68                                                  |
|  | • |  | Place Choiseul      | Tours          | 10 14 C2 65 68                                               |
|  | • |  | Porte de Loire      | Tours          | 4 12 53 54 57                                                |
|  | • |  | Nationale           | Tours          | C1                                                           |
|  | • |  | Jean-Jaurès         | Tours          | 2 3 5 10 11 14 15 34 50 63 72 73                             |
|  | • |  | Gare de Tours       | Tours          | 2 3 5 10 11 14 15 19 60 70 74 83 et Rémi Centre-Val de Loire |
|  | • |  | Palais des Sports   | Tours          | 63, Abri à vélos                                             |
|  | • |  | Saint-Paul          | Tours          | 4 63                                                         |
|  | • |  | Liberté             | Tours          | 2 4 10 C4 72                                                 |
|  | • |  | Charcot             | Tours          | 2 10 72                                                      |
|  | • |  | Verdun              | Tours          | 2 10 14 15 16 62 72 74, Abri à vélos                         |
|  | • |  | Suzanne Valadon     | Tours          | 5                                                            |
|  | • |  | Fac 2 Lions         | Tours          | 5 32                                                         |
|  | • |  | L'Heure Tranquille  | Tours          | L'Heure Tranquille                                           |
|  | • |  | Pont Volant         | Joué-lès-Tours | C3                                                           |
|  | • |  | République          | Joué-lès-Tours | 69 et Gare de Joué-lès-Tours                                 |
|  | • |  | Joué Hôtel de Ville | Joué-lès-Tours | 15 16 C3 31 69                                               |
|  | • |  | Rotière             | Joué-lès-Tours | 15 30, Abri à vélos                                          |
|  | • |  | Rabière             | Joué-lès-Tours | 31                                                           |
|  | • |  | Bulle d'O           | Joué-lès-Tours |                                                              |
|  | ■ |  | Lycée Jean Monnet   | Joué-lès-Tours | 31, Jean Monnet, Abri à vélos                                |

#### Parking Relais
La ligne 1 du tramway de Tours possède 5 Parking Relais.

#### Les rues empruntées du nord au sud
À Tours :

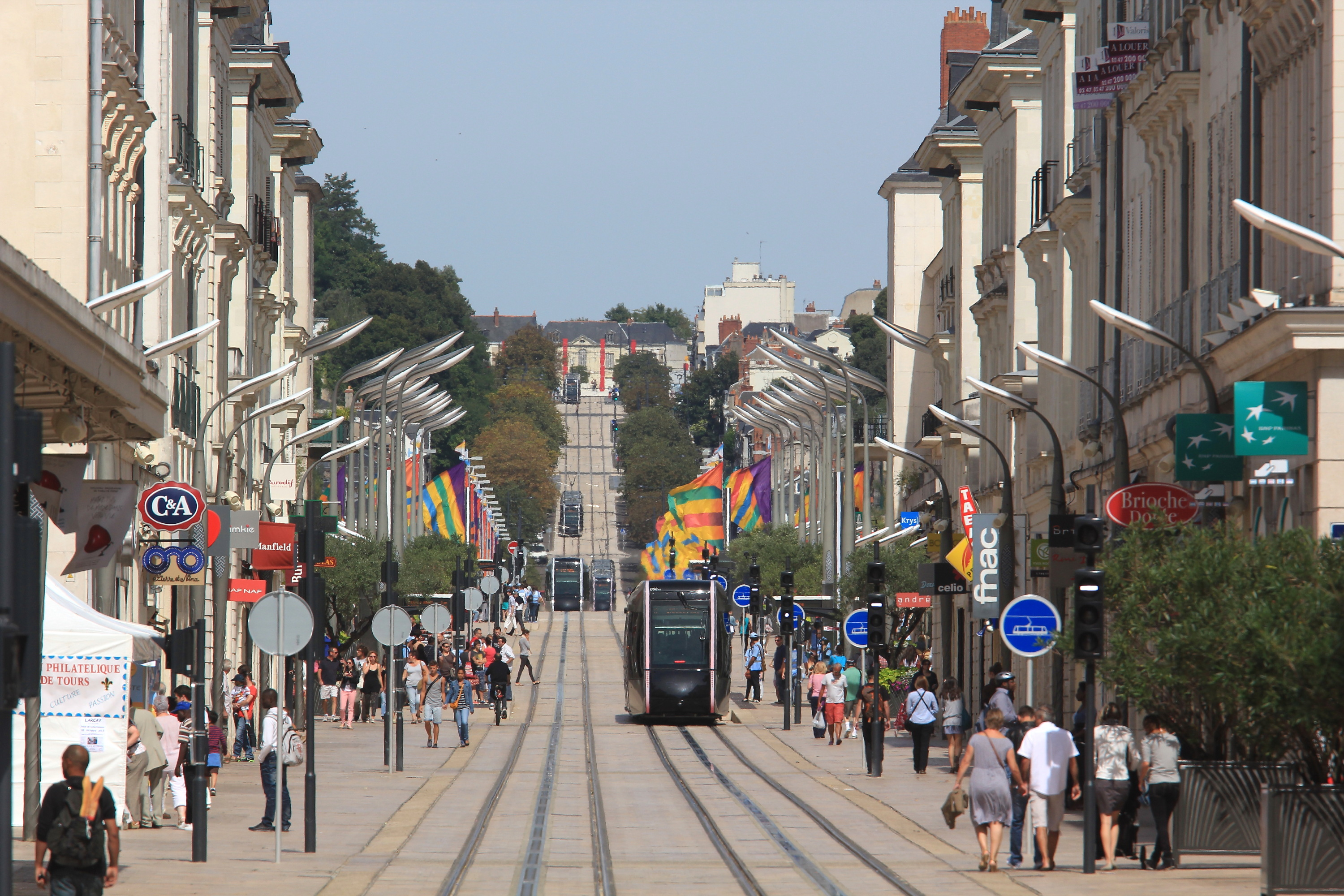
Vue en enfilade depuis la rue Nationale, avec vue sur le Pont Wilson et l'avenue de la Tranchée.

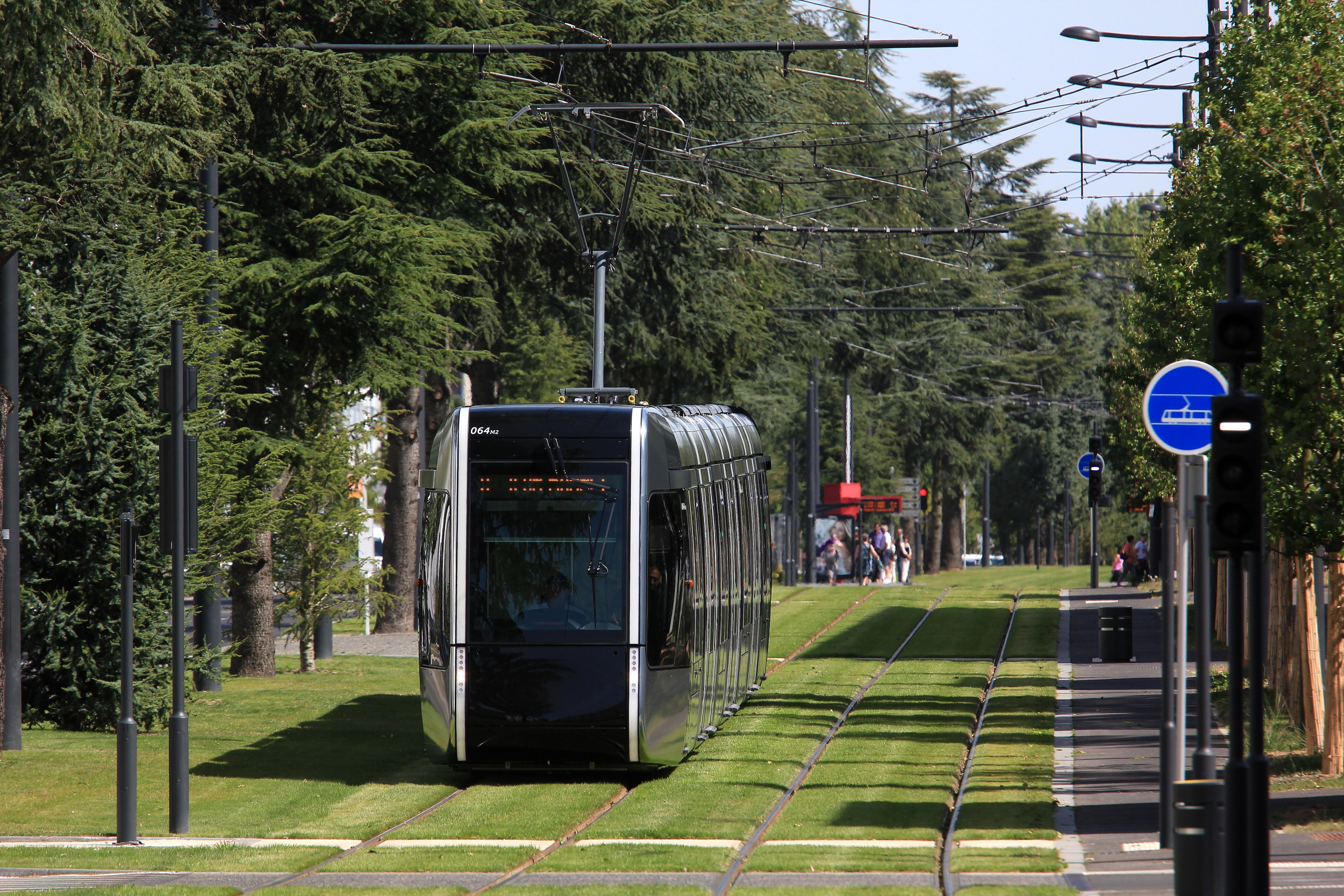
Une rame de tramway entre les stations Coppée et Beffroi.

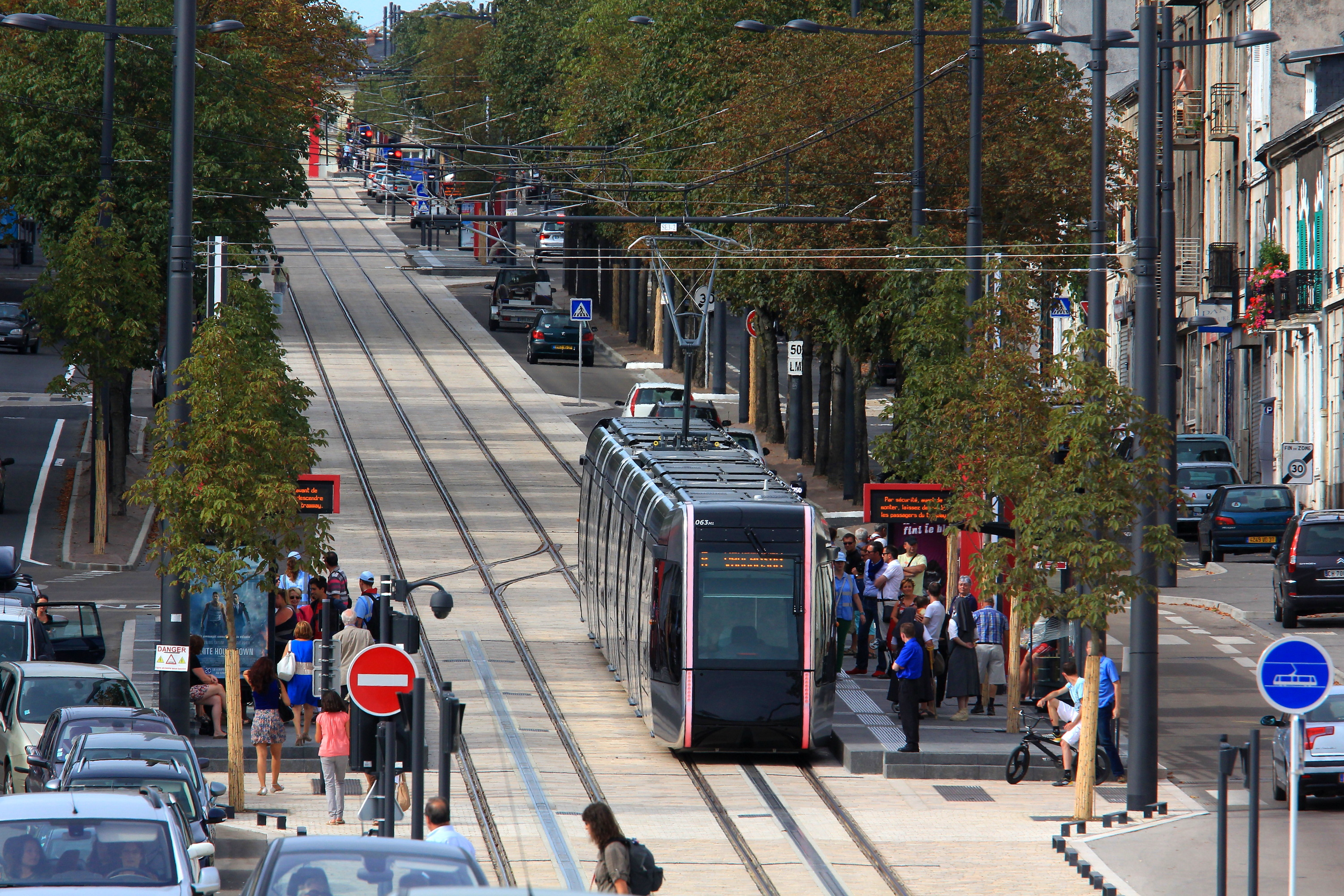
Un tramway au pied de la tranchée, à la station Place Choiseul.

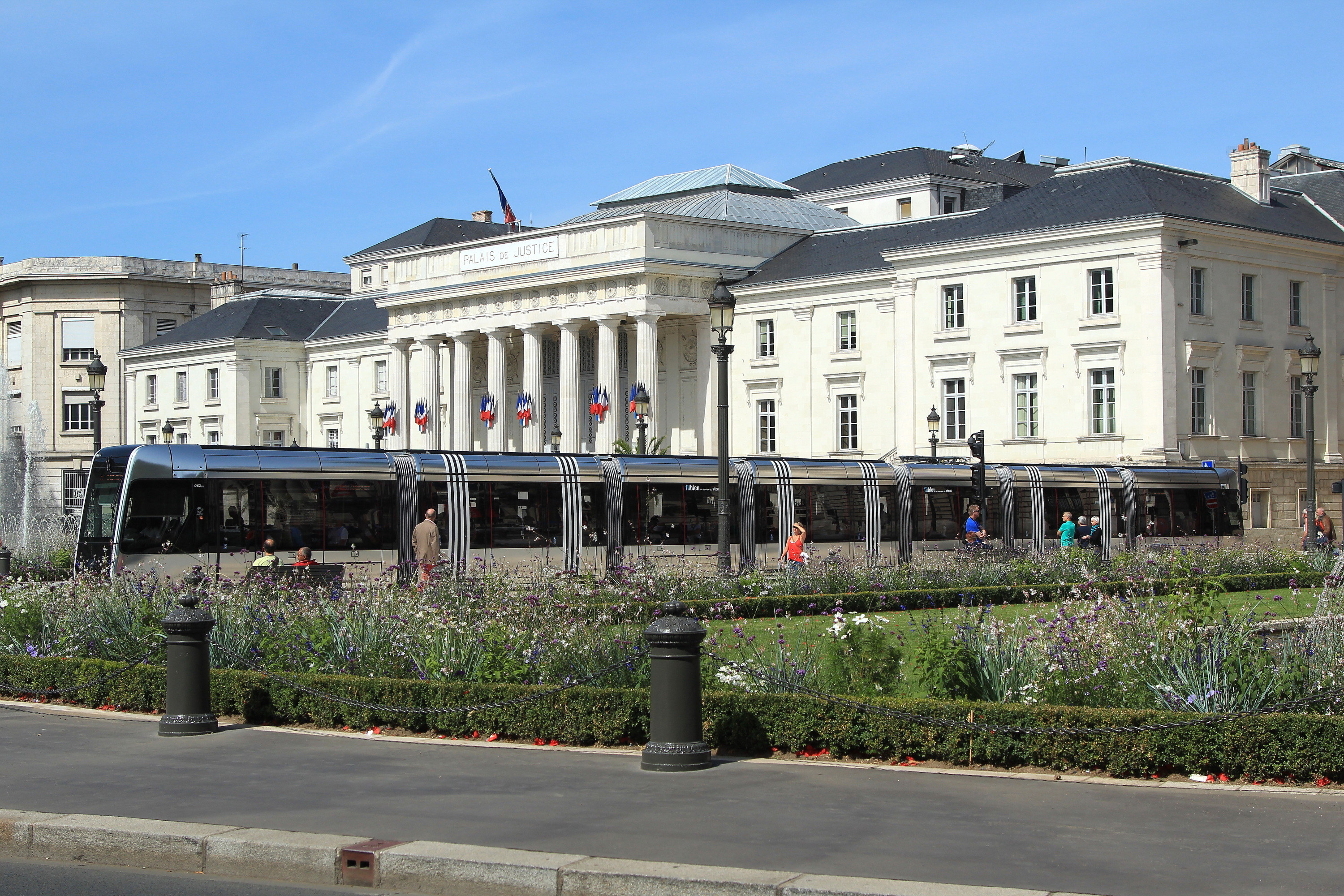
Une rame place Jean Jaurès.

Rue du Colombier, voie créée dans l'écoquartier Monconseil jusqu'au carrefour de la Marne, avenue de l'Europe, rue de Jemmapes, rue Pinguet Guindon, ilôt Gentiana, avenue André Maginot, avenue de la Tranchée, place Choiseul, Pont Wilson, rue Nationale, place Jean Jaurès, rue Charles Gille, voie créée emprise SNCF, allée de la Bourdaisière, boulevard de Lattre de Tassigny, avenue du Général de Gaulle, place de la Liberté, avenue de Grammont, carrefour de Verdun, boulevard Winston Churchill, mail Valadon, construction d'un pont sur le Cher, voie créée le long du lac de la Bergeronnerie, avenue Jean Portalis, allée Ferdinand de Lesseps.
À Joué-lès-Tours :
Avenue du Pont Cher, rue du Pont Volant, rue des Martyrs, avenue de la République, rue Gamard, rue de la Rotière, rue Le Verrier, rue James Pradier, rue Mansart, construction d'un pont sur le périphérique, rue Jean Monnet.

### Principaux ouvrages d'art

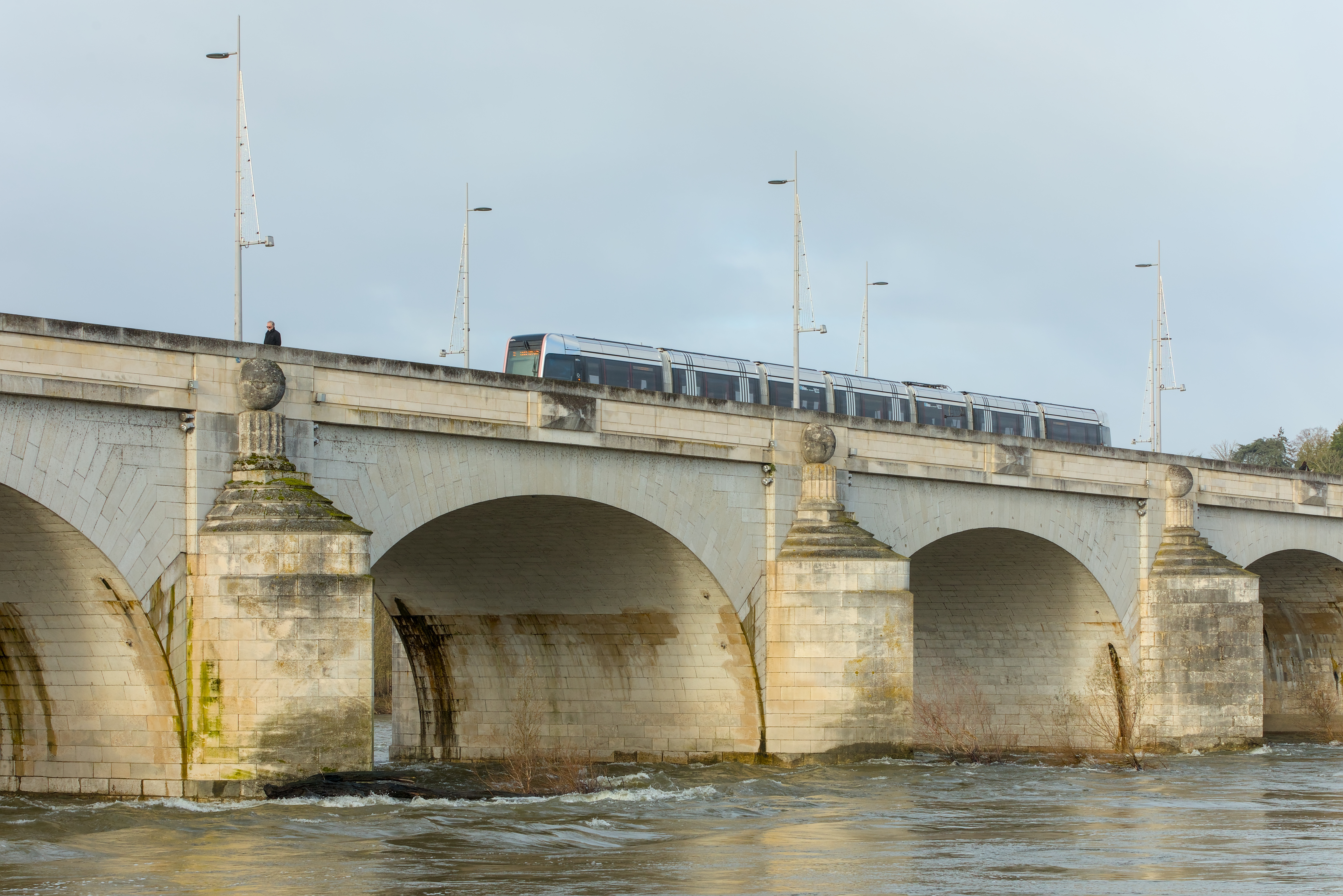
Un tramway sur le pont Wilson.

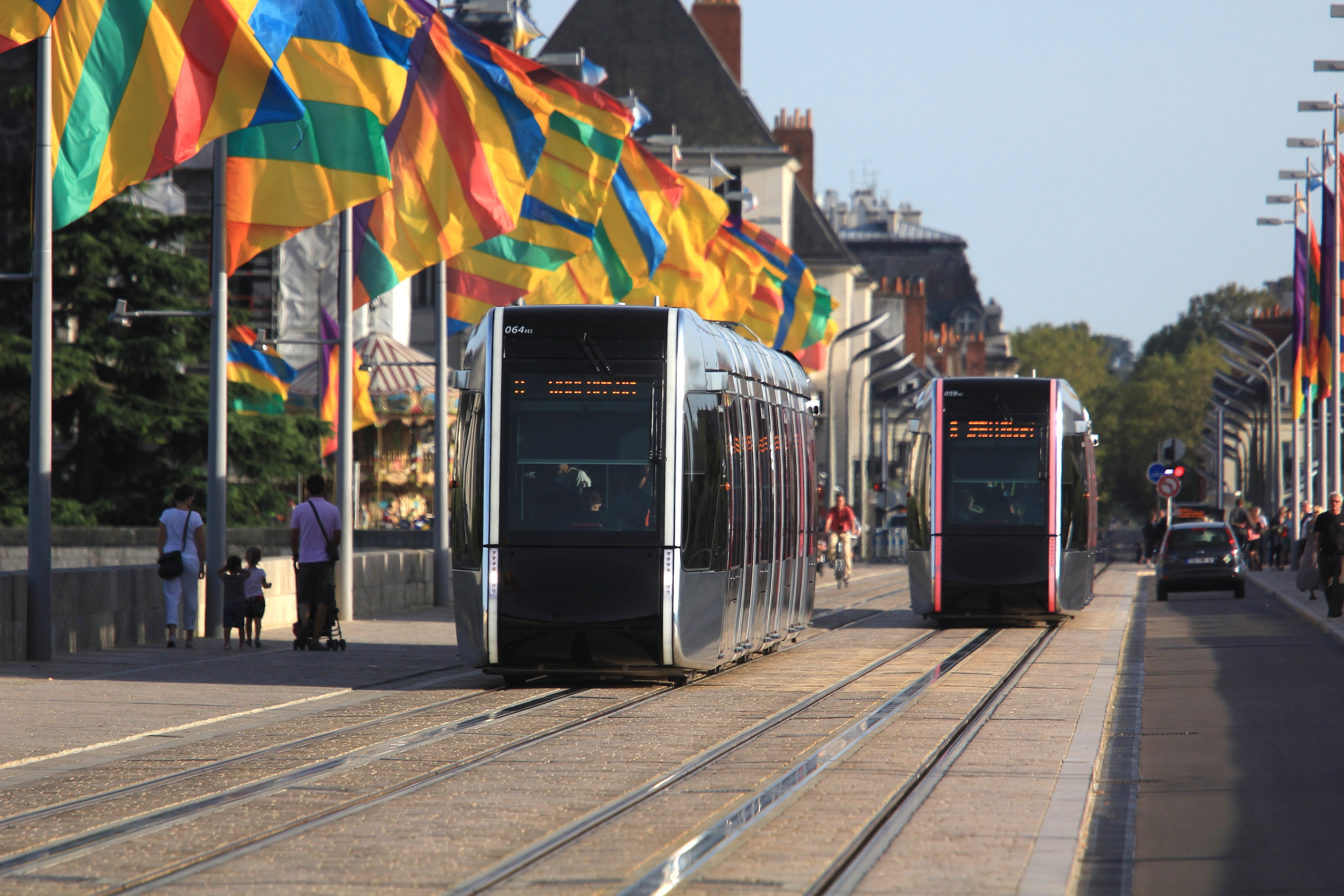
Deux tramways sur le pont Wilson.

La ligne utilise plusieurs ouvrages d'art sur son tracé : outre le pont Wilson dont la circulation a été entièrement revue, il a fallu créer un pont sur le Cher et un autre sur le périphérique sud.
Le pont sur le Cher a été construit quasiment au même endroit que l'ancien « Pont de la Vendée », pont ferroviaire sur lequel passait la ligne des Sables-d'Olonne à Tours. Cette ligne a été déviée par le grand axe Paris - Bordeaux grâce à un raccordement depuis la gare de Joué-lès-Tours mis en service le 5 mai 1970. Cet ancien pont a été détruit peu après dans le cadre de la canalisation du Cher permettant de rendre constructible ses rives. La dernière pile de ce viaduc a été détruite à l'occasion de la construction de ce nouveau pont. Il est composé de deux piles et 3 travées qui ont été placées par « lançage » et fait 230 mètres de long et est accessible aux vélos et piétons.

### Installations techniques

#### Installations électriques
L'alimentation est réalisée par caténaires sur la quasi-totalité de la ligne, excepté sur la section située entre la place Choiseul et la gare où elle se fait par le sol à l'aide d'un troisième rail encastré dans la chaussée, sur le mode utilisé par les tramways de Bordeaux, de Reims, d'Angers, et d'Orléans.

#### Dépôt
L'emplacement du dépôt et de l'atelier de maintenance, initialement envisagé au terminus sud de la ligne[réf. nécessaire]  est situé à proximité du lycée Vaucanson au terminus nord de la ligne (coordonnées : 47°25.2368'N, 0°42.8913'E), rendant obligatoire la réalisation du tronçon Place du Nord - Lycée Vaucanson, jusqu'alors prévu en seconde phase.

## Exploitation de la ligne
L'exploitation de la ligne est confiée à la société Keolis, délégataire de service public du réseau de transport en commun tourangeaux Fil bleu. Le tramway fait partie de l'offre Fil bleu au même titre et même tarif que le reste du réseau.

### Offre de transport
Compte tenu de la longueur des rames (43 m. de longueur), supérieure aux besoins immédiats, il y aura un tramway toutes les 6 minutes à l'heure de pointe (au lieu d'une toutes les 5 minutes si la ligne avait été équipée de rames de 30 m.

### Matériel roulant

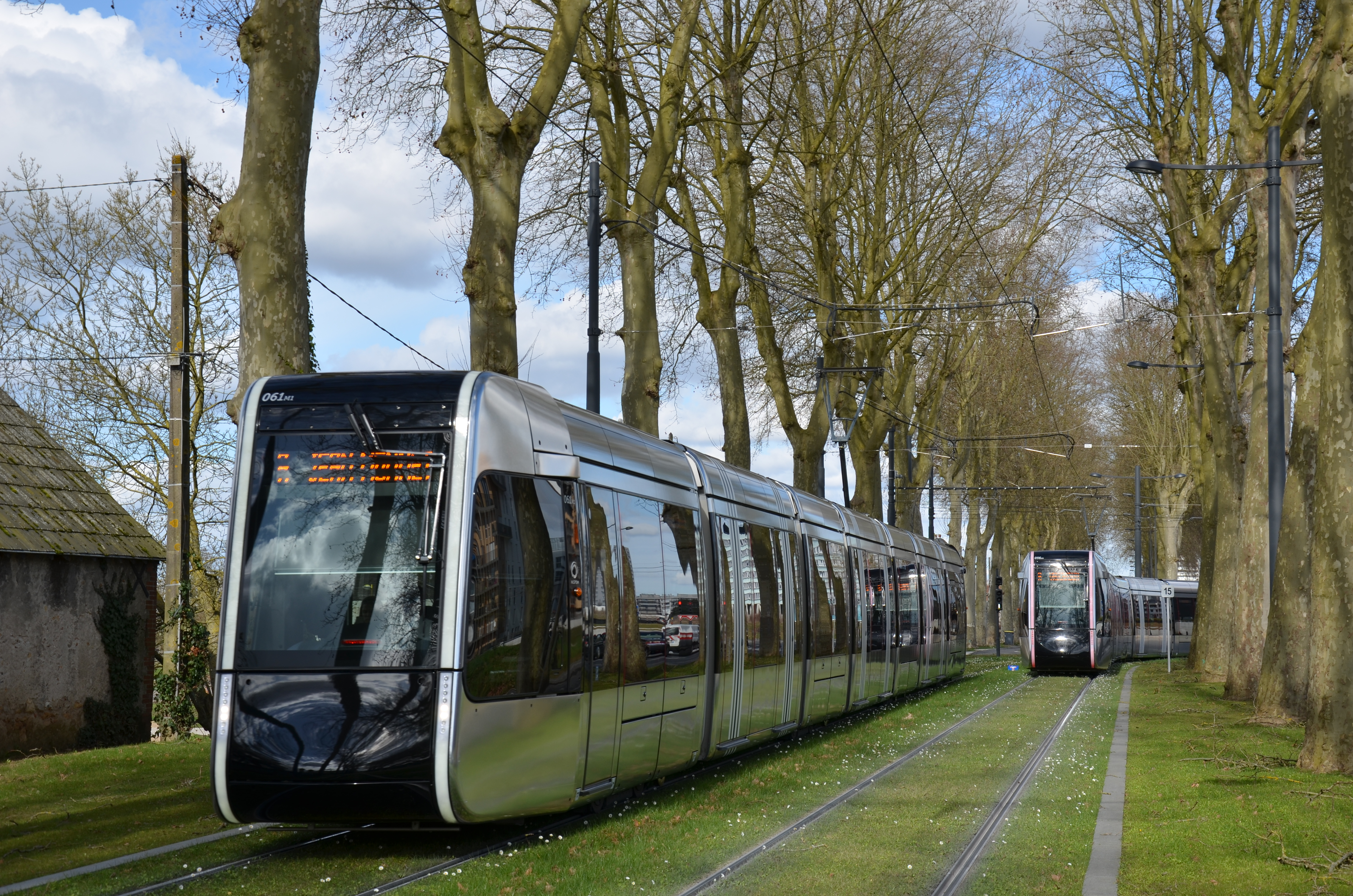
Croisement de rames Citadis 402 près de la station Pont Volant.

Le matériel a été choisi le 9 septembre 2010. Pour un montant de 73,2 millions d'euros (comprenant l’installation du système d’alimentation par le sol sur 1,8 km de la place Choiseul à la gare, ainsi que la fourniture d’une maquette grandeur nature), 21 rames Citadis (type 402) de 43 mètres de longueur ont été commandés auprès d'Alstom. Ces rames, constituées de sept tronçons et à plancher bas intégral, larges de 2,40 m. et accessibles aux personnes handicapées, pourront transporter jusqu’à 291 personnes (dont 88 assises), soit la capacité de 4 autobus standards.
Selon le fabricant, transporter un passager avec un tramway consommerait quatre fois moins d'énergie qu'en autobus et dix fois moins qu'en voiture, et serait 5 dB(A) moins bruyant que le trafic automobile,.
Le design des rames est le fruit d’une collaboration entre le collectif de designers « Ensemble(s) la Ligne » et les équipes Design&Styling d’Alstom Transport. La livrée extérieure est « miroir d’eau de Loire » et le nez de chaque rame est équipé de bandeaux lumineux à diodes électroluminescentes (LED) verticaux, qui donneront aux tramways un effet de curseur sur les rails. L'aménagement intérieur est également atypique, puisqu'un côté des rames est rouge et l'autre beige, avec des barres de maintien vertes. L'ambiance intérieure, conçue par RCP Design Global, comprend quatre styles différents de sièges en bais, au revêtement gris, dont des strapontins et des banquettes rappelant l'esthétique de bancs publics.

### Design du matériel roulant et de l'ensemble de la ligne
Le Sitcat (Syndicat des transports en commun de l’agglomération de Tours), maître d’ouvrage du projet de première ligne du tramway, a retenu la forme du nez du futur matériel en consultant les internautes. Entre le 1er et le 31 octobre 2009, 8 000 internautes ont visualisé les trois esquisses proposées par l’équipe « design » pilotée par l’agence RCP Design Global, en collaboration avec plusieurs artistes dont Daniel Buren, Roger Tallon et Louis Dandrel.
Le Sitcat a retenu le projet « curseur sur la ligne », qui sera « imposé au constructeur des rames » (Alstom), à cause notamment de « la forme d’une simplicité extrême qui s’inscrit dans la continuité de la voie, qui accompagne la trace du tramway et fait corps avec elle ». La couleur du futur tram a également été plébiscitée par l'exploitant avec un « véhicule reflet du paysage urbain qui est habillé d’une surface miroir. L’image de l’environnement s’y réfléchit, épousant la forme de la carrosserie ».

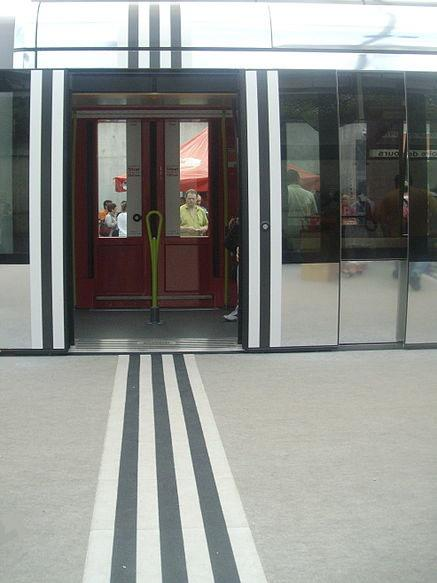
Les bandes de Daniel Buren sur le tramway et au sol
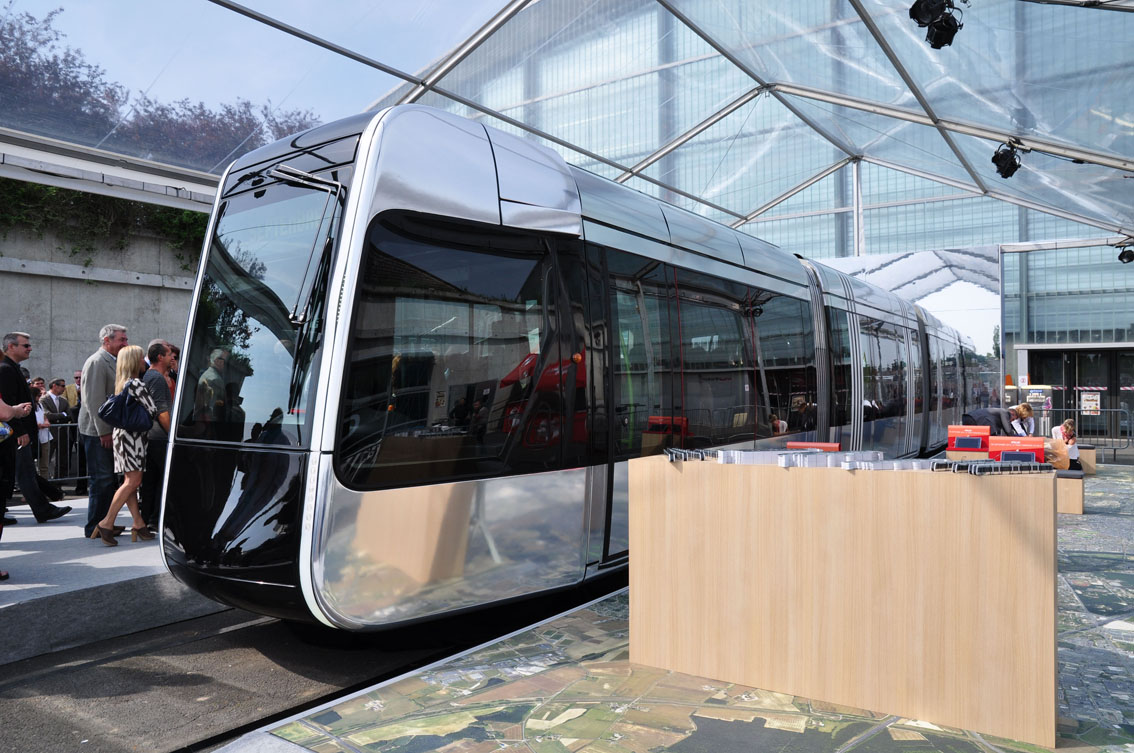
Vue extérieure de la maquette du tramway de Tours ; Design de RCP Design Global
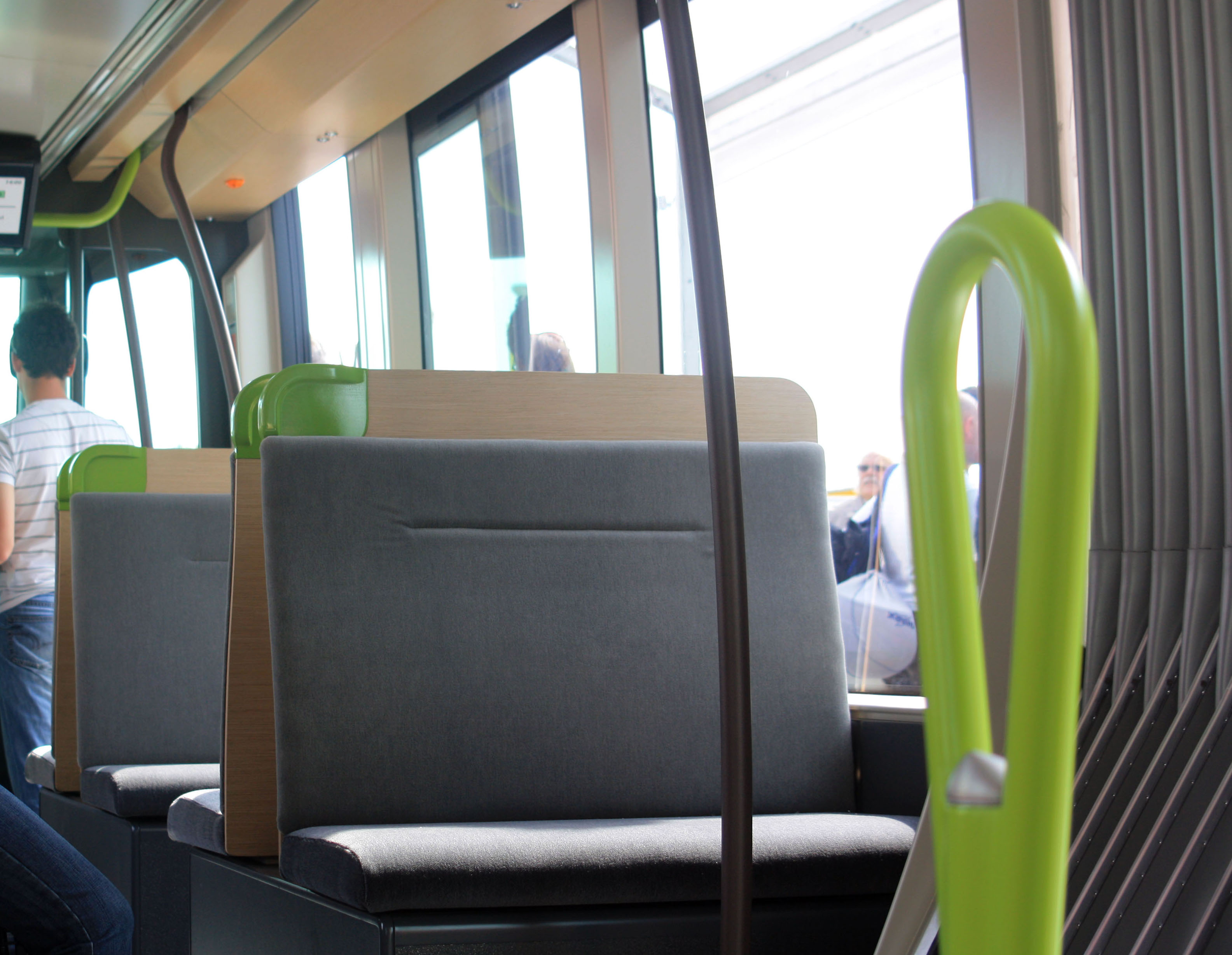
Vue intérieure - sièges ; Design de RCP Design Global
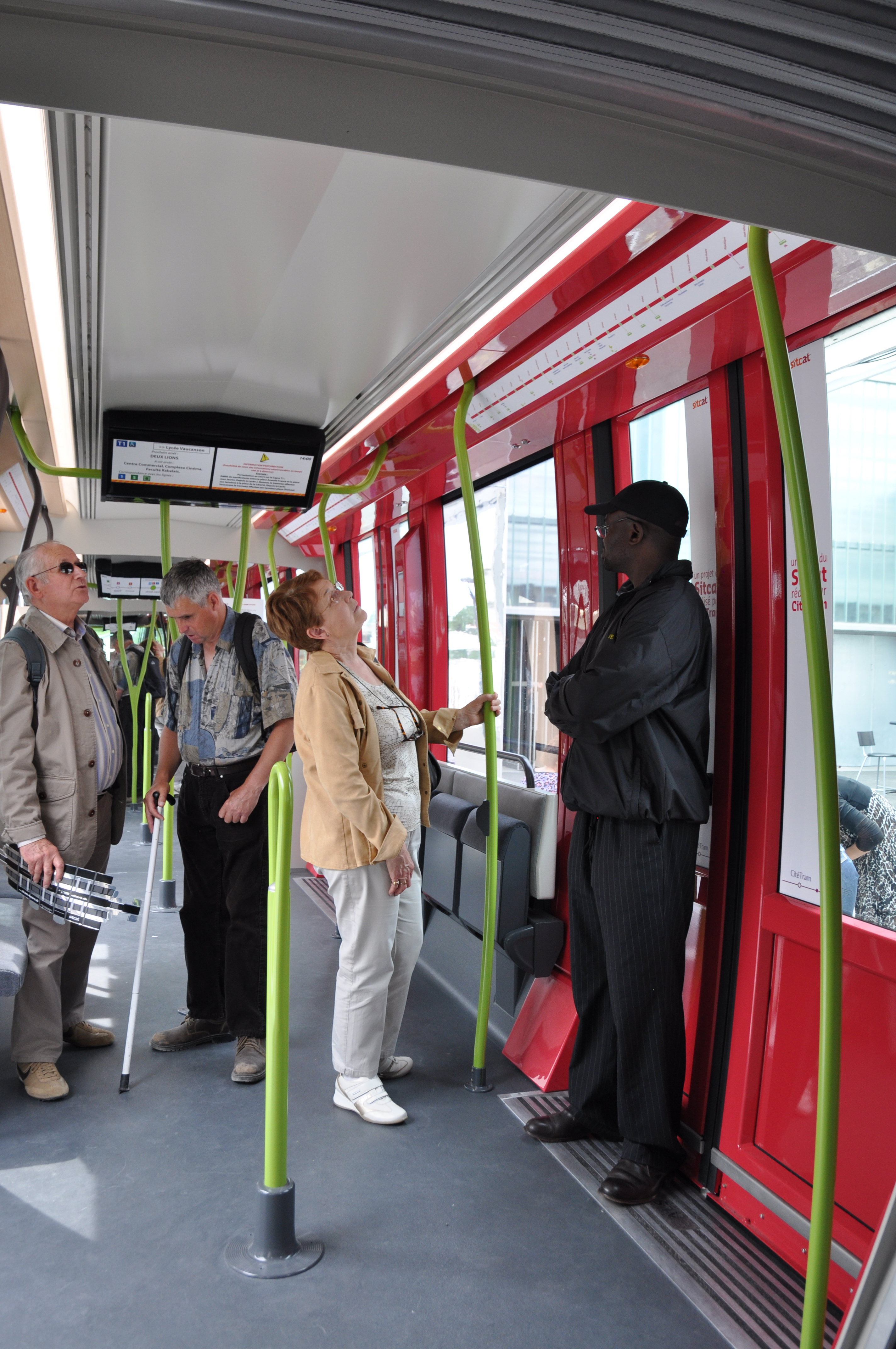
Vue intérieure - côté rouge
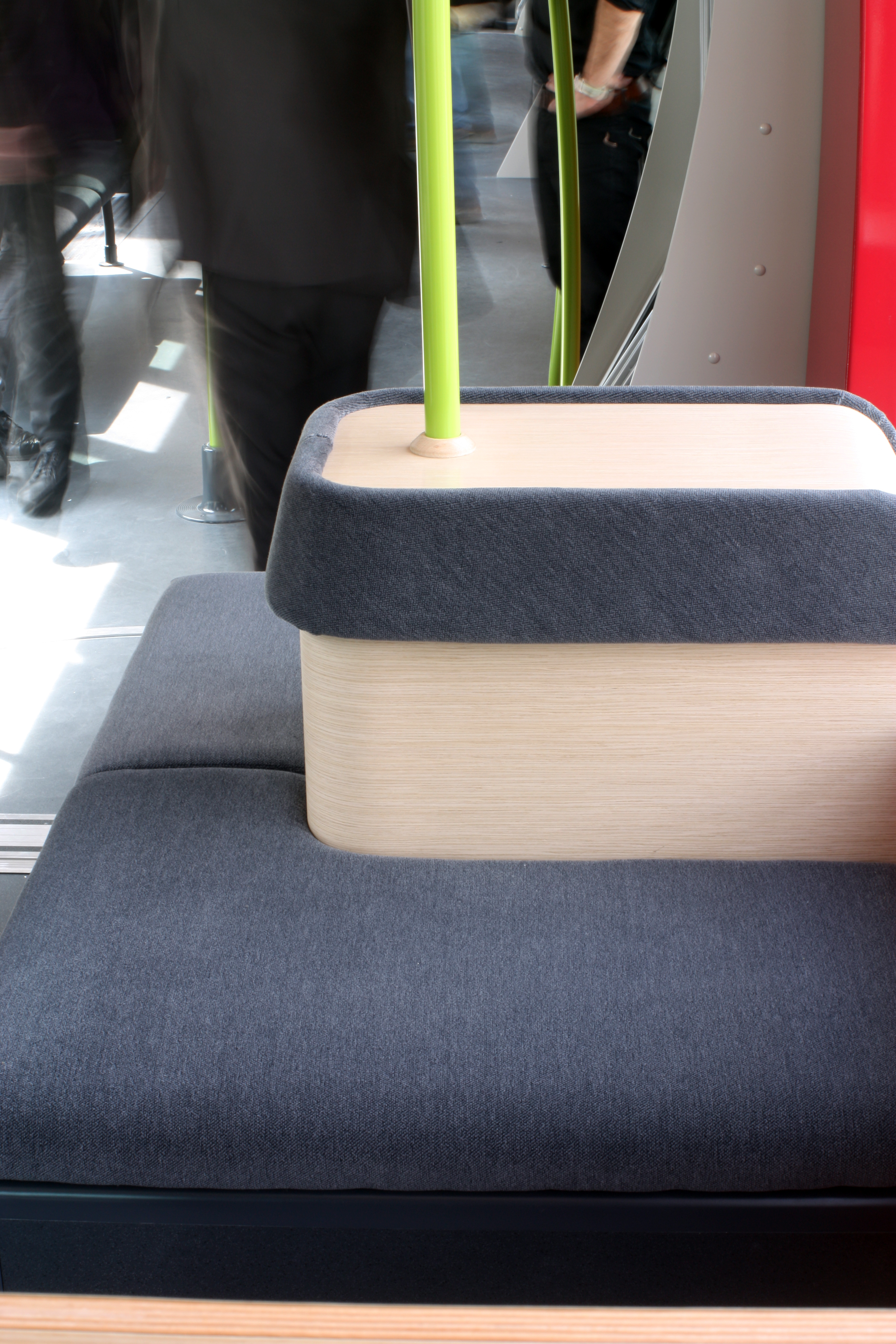
Vue intérieure
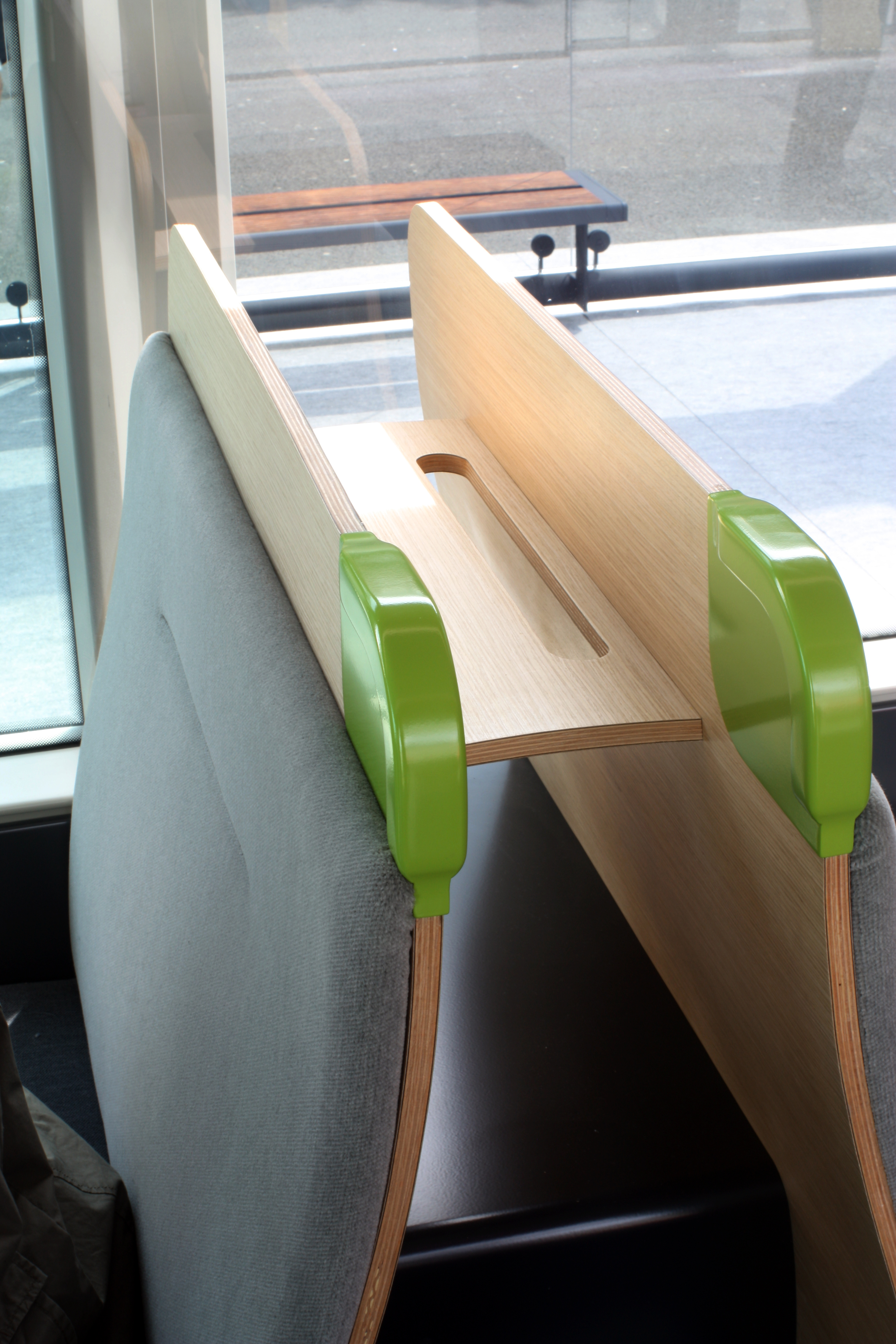
Vue intérieure
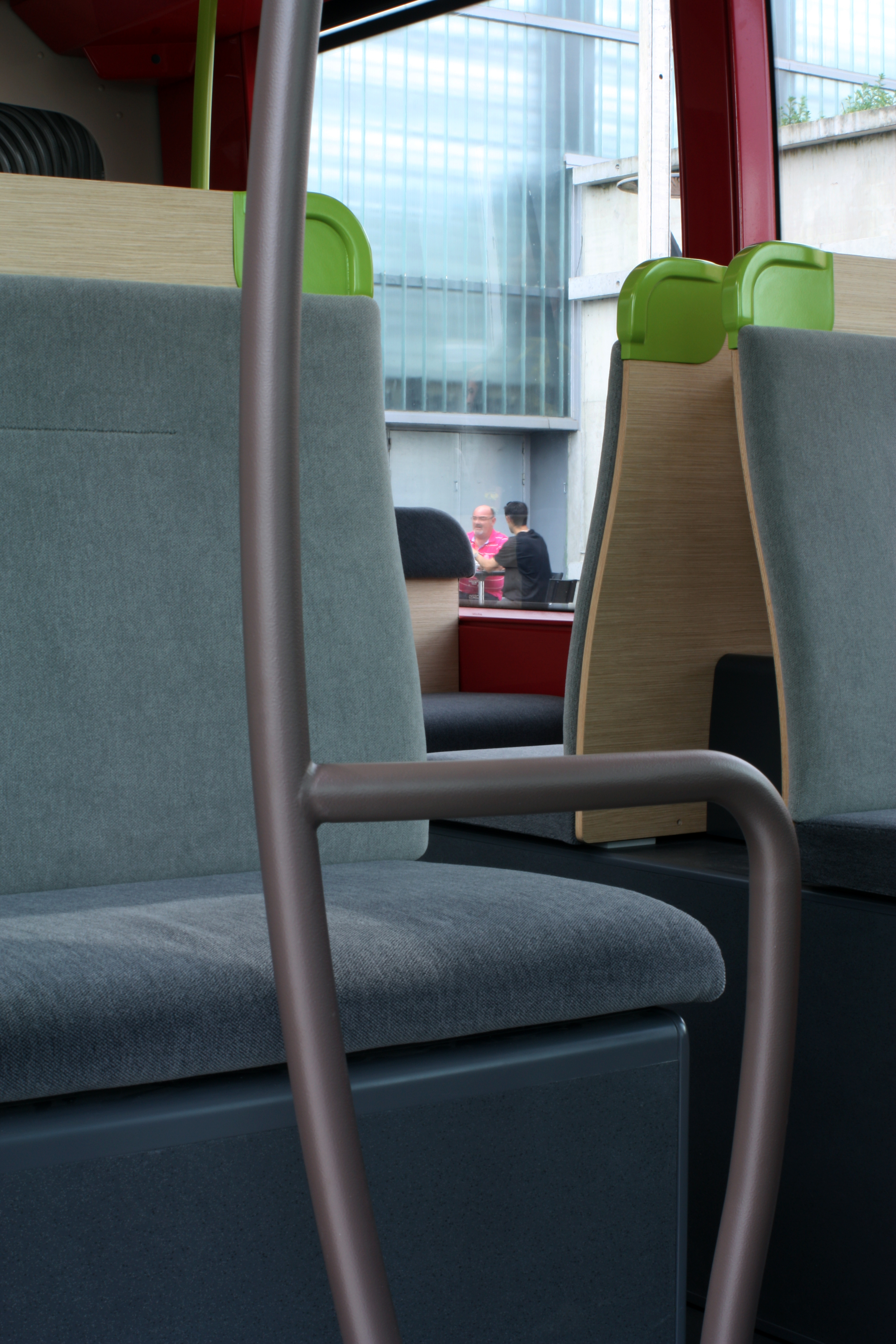
Vue intérieure

L'agence RCP Design Global a reçu 4 prix pour le travail réalisé sur le matériel roulant, mais aussi sur l'ensemble du projet :
- 2013 : Supplier of the Year - Light Rail Awards : « Tramway de Tours » - pour le design et le management du design du projet de la 1re ligne de tramway[47].
- 2014 : Étoiles de l'Observeur du design 14 & Prix du design numérique : « Le 4e paysage : identité de la 1re  ligne de tramway de Tours »[48].
- 2014 : Trophée de l'Innovation - Projet collaboratif : « Le 4e paysage : identité de la 1re  ligne de tramway de Tours »[49].
- 2015 : German Design Award - Special Mention - Excellent Product Design – Transportation and Public Design : « Tramway de Tours » - Straßenbahnlinie in Tours[50].

### Fréquentation
Après la mise en service de fin 2013, la fréquentation de la ligne de tramway est de 14,5 millions de voyages en 2014, première année complète d'exploitation. Cette fréquentation annuelle passe à 15,8 millions en 2016 et atteint 18,2 millions en 2023.
En termes de fréquentation journalière, deux mois après sa mise en service, elle est de 45 000 voyageurs par jour. Ce chiffre monte jusqu'à 62 000 en 2015 et 65 000 en 2016 avec une pointe à 70 000 le 10 novembre.
L'objectif de 55 000 voyageurs par jour en 2018 ayant été atteint en septembre 2014, un an après sa mise en service, pendant 3 jours de suite, du mardi 9 au jeudi 11 septembre.

## Projets

### Extension de la ligne A au nord
L'agglomération tourangelle envisage de prolonger la ligne A de Tramway au-delà de Vaucanson pour desservir l’Aéroport de Tours-Val de Loire. La concertation sur ce projet se tiendra dans le cadre de la concertation sur la ligne B.
Le prolongement du tramway à l'aéroport est en suspens pour une durée indéterminée

### Projets de Ligne B: La Riche - Chambray

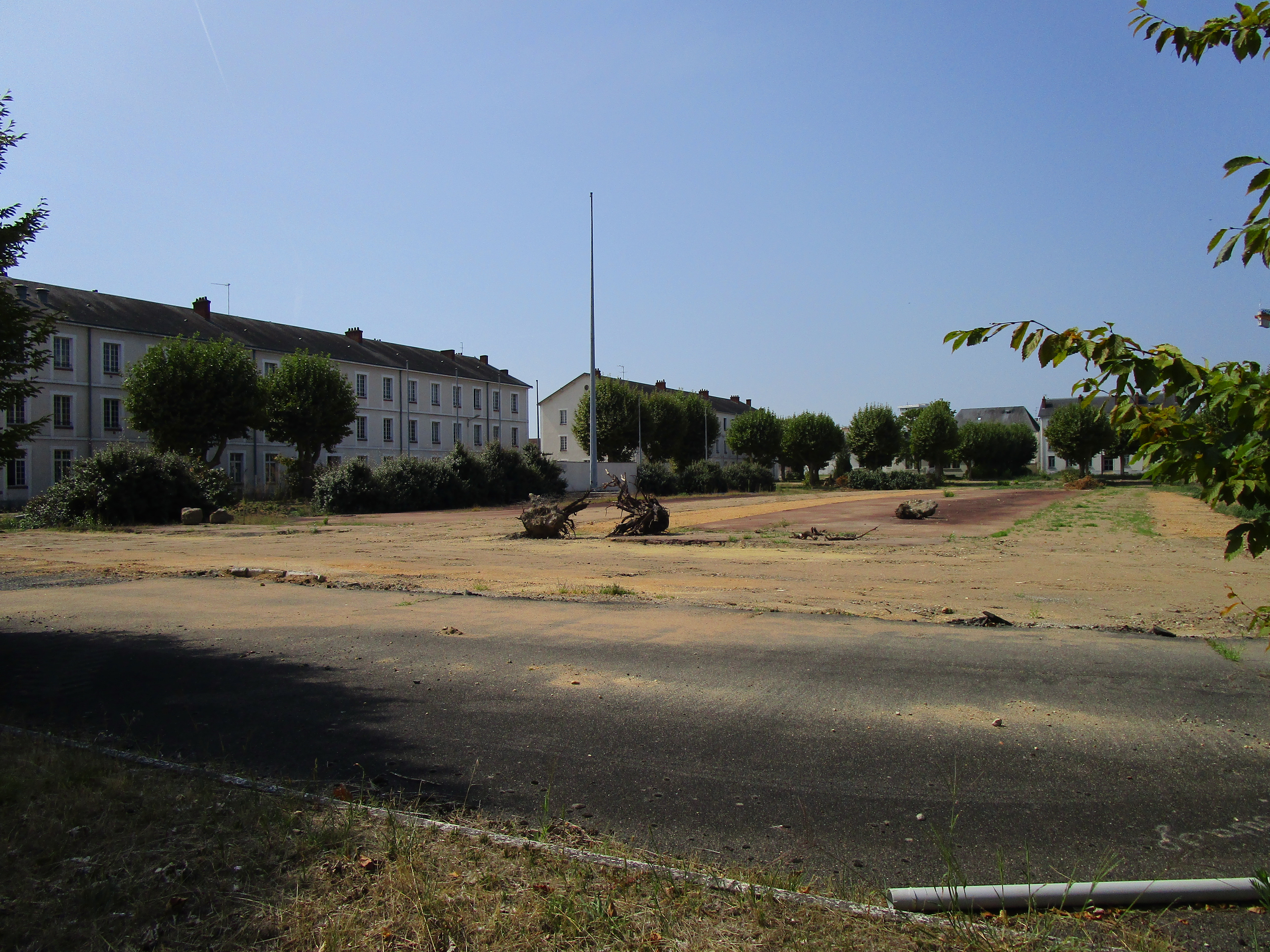
La seconde ligne devrait traverser le futur quartier des casernes désaffectées Beaumont-Chauveau.

#### 1er Choix du tracé: par le Boulevard Béranger abandonné en 2021
En 2017, les élus tourangeaux annoncent une deuxième ligne de tramway pour l'horizon 2024-2025. Elle devrait relier la Papoterie de Chambray-lès-Tours jusqu'au Prieuré de Saint-Cosme de La Riche. Partant donc à proximité de l'hôpital Trousseau au sud de l'agglomération, le tramway rejoindrait ensuite le campus de Grandmont, puis le pôle d'établissements publics du second degré (collège Rameaux, lycée général et technologique Grandmont, et lycée professionnel Laloux). Cette ligne emprunterait ensuite en partie l'avenue de Grammont en se confondant avec la ligne A (desservant ainsi le parc relais et le centre aquatique du Lac et le quartier Belle-Fille adjacent). La desserte du quartier des Fontaines, qui exige un léger détour, reste à déterminer. Le tracé précis au centre de Tours est de plus sujet à polémique, entre le passage sur le boulevard Jean-Royer et l'emprunt du boulevard Béranger. Le premier cas implique un tracé plus court, tandis que le second permet de mieux desservir le centre-ville. Le futur quartier des casernes Beaumont-Chauveau devrait être desservi dans les deux cas, ainsi que l'hôpital Bretonneau.
Le matériel utilisé devrait être identique à celui de la première ligne, et sera sans doute entretenu au même atelier de maintenance. La ligne B devrait emprunter un court tronçon en alimentation par le sol au niveau de la place Jean Jaurès. En 2017, Tours Métropole a pris l'initiative d'organiser une concertation préalable sous l'égide d'un garant nommé par la Commission nationale du débat public, Laurent Joseph.
La deuxième option qui envisageait une desserte de la gare de Saint-Pierre-des-Corps en passant par la gare de Tours est rejetée, provoquant la colère des élus de la commune voisine. L'idée est alors reprise pour une éventuelle troisième ligne. Les deux villes limitrophes seraient reliées soit par l'avenue Jean Bonin (construite dès les années 1990 afin de faciliter l'insertion d'un TCSP en site propre), soit via un tram-train cadencé qui emprunterait le réseau ferré classique et remplacerait la navette SNCF.
Après la concertation publique sur le tracé, le choix du passage par le Boulevard Béranger est voté à l'automne 2018.

#### 2eChoix: Passage par le Boulevard Jean Royer
Le changement sur le projet initial par le Boulevard Béranger pour le boulevard Royer est surtout lié à un problème d'études sur l'état des racines des platanes du boulevard Béranger qui ne pourraient pas survivre avec le tramway,, et à la suite d'une lettre de la préfète de sa mise en garde de ce tracé. Les critiques du passage par le boulevard Jean Royer dénoncent un tracé évitant la gare et le centre-ville, oubliant donc de décharger la ligne A, et fustigent le sacrifice du tracé pour le maintien d'un grand nombre de places de parking, soulignant au passage que des villes comme Strasbourg ont pu faire passer leurs lignes le long de rangées d'arbres,.
Fin juin 2022, les maires et les élus de Tours Métropole votent le changement du tracé par le Boulevard Jean Royer, ce choix du tracé permet de ne pas refaire une nouvelle concertation publique sur le projet, et donc de retarder sa mise en œuvre, comme en 2018, la concertation proposait 2 variantes de tracé : Béranger ou Royer, les élus votent pour ce choix de Royer, le projet amendé relance les études pour un coût de 2M€ d'études supplémentaires,.
A l'automne 2022, les études de faisabilité continuent jusqu'à mi-2024. L'enquête publique est envisagée pour le deuxième semestre 2024, la déclaration d'utilité publique pour le premier semestre 2025.
Le 17 mars 2025, le syndicat des mobilités de Touraine annonce avoir retenu CAF France pour la fourniture des rames de la ligne 2.
L'ouverture de la ligne B est attendu au mieux pour 2028, soit un démarrage des travaux en 2025 au mieux.

### Projet Ligne C: Saint-Pierre-des-Corps - Saint-Cyr-sur-Loire
En début d'année 2021, en plus de la ligne B entre Chambray et La Riche, la métropole a lancé des études pour la 3e ligne de tramway dans le but relier la Gare TGV de Saint-Pierre-des-Corps à Saint-Cyr Alliance,. Cette ligne sera initialement un BHNS avant d'être convertie en tram.[réf. nécessaire]

## Galerie photographique

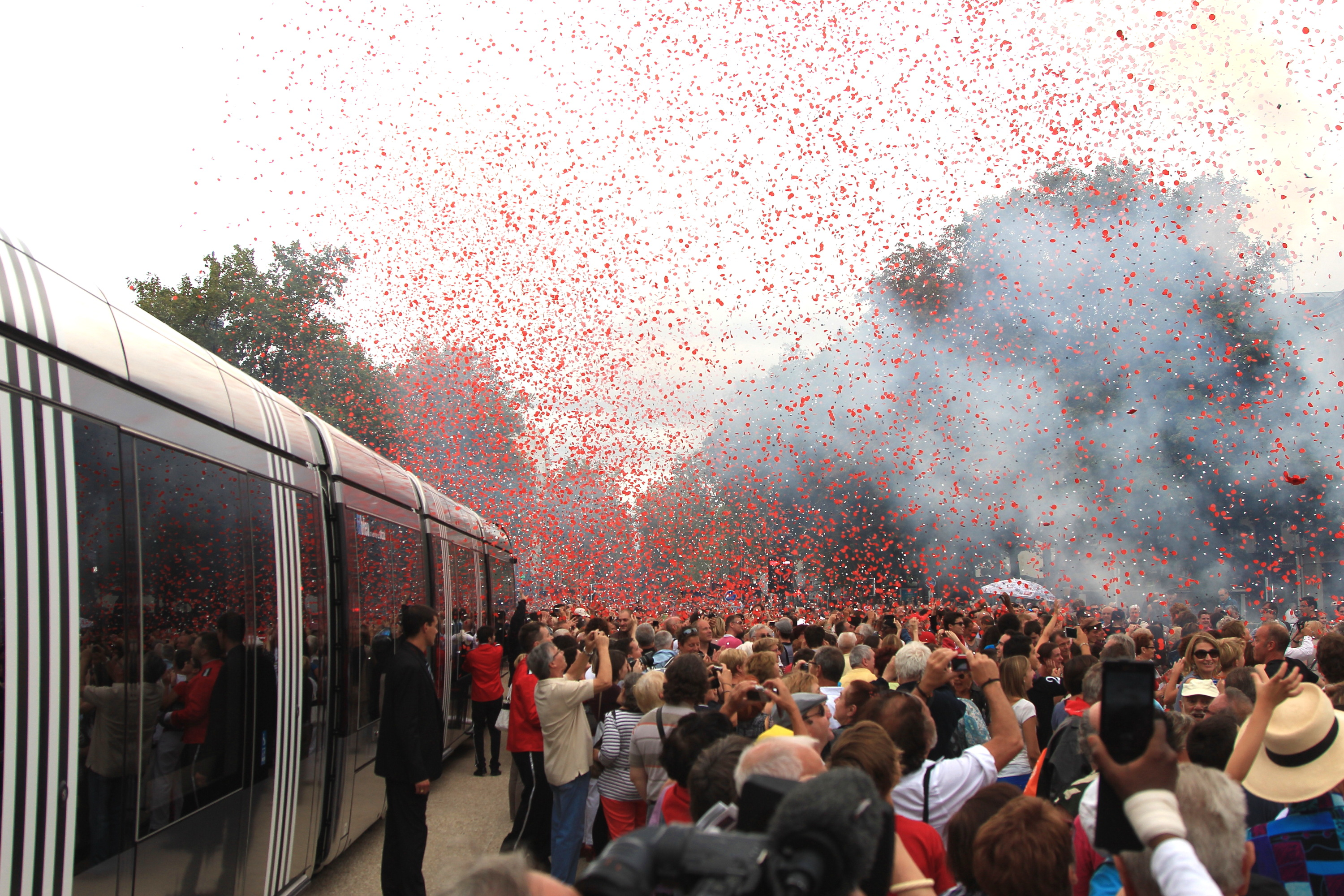
Confettis lors de l'inauguration du tramway de Tours, en septembre 2013, place Jean Jaurès.
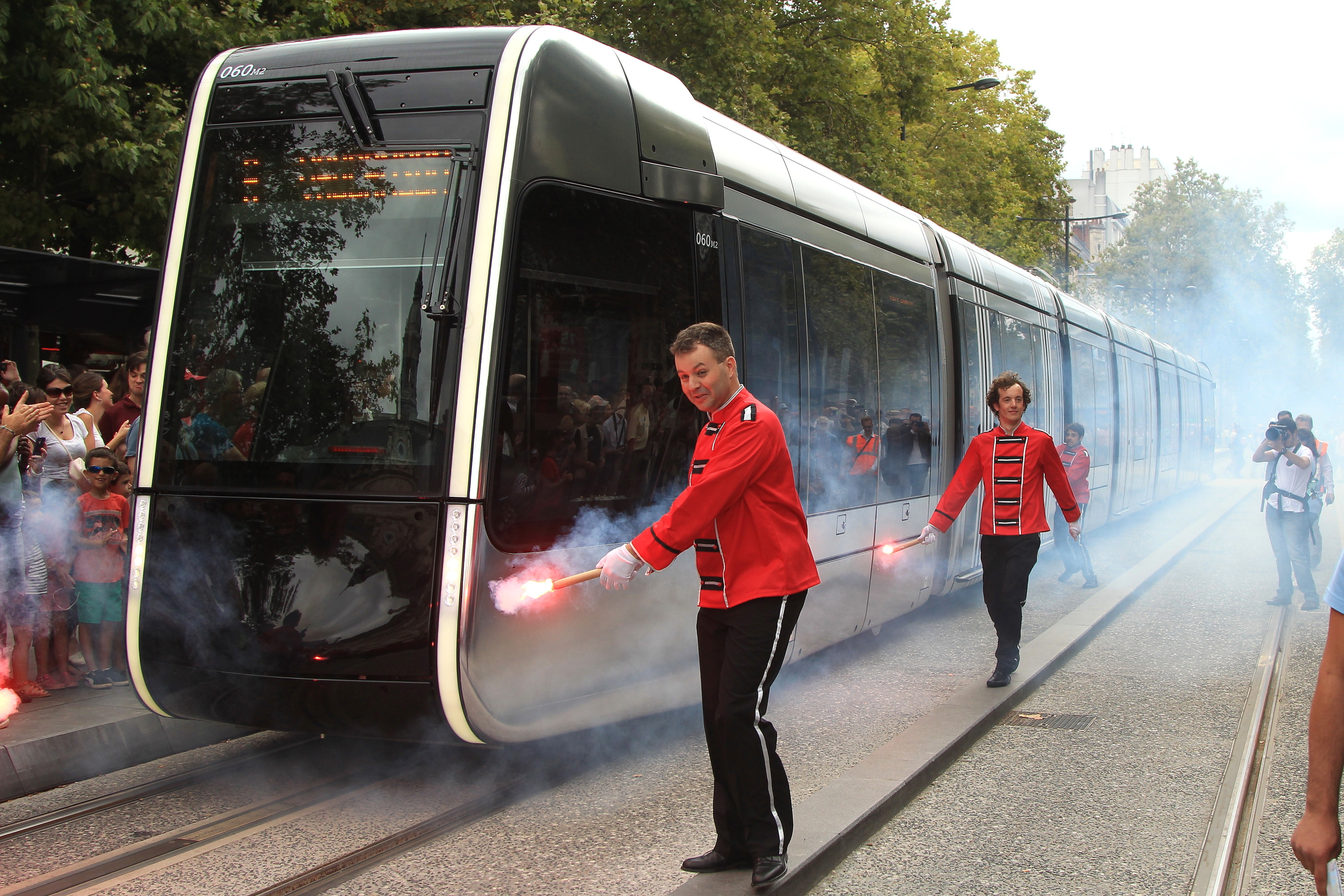
Arrivée de la première rame du tramway de Tours avec voyageurs, place Jean Jaurès.
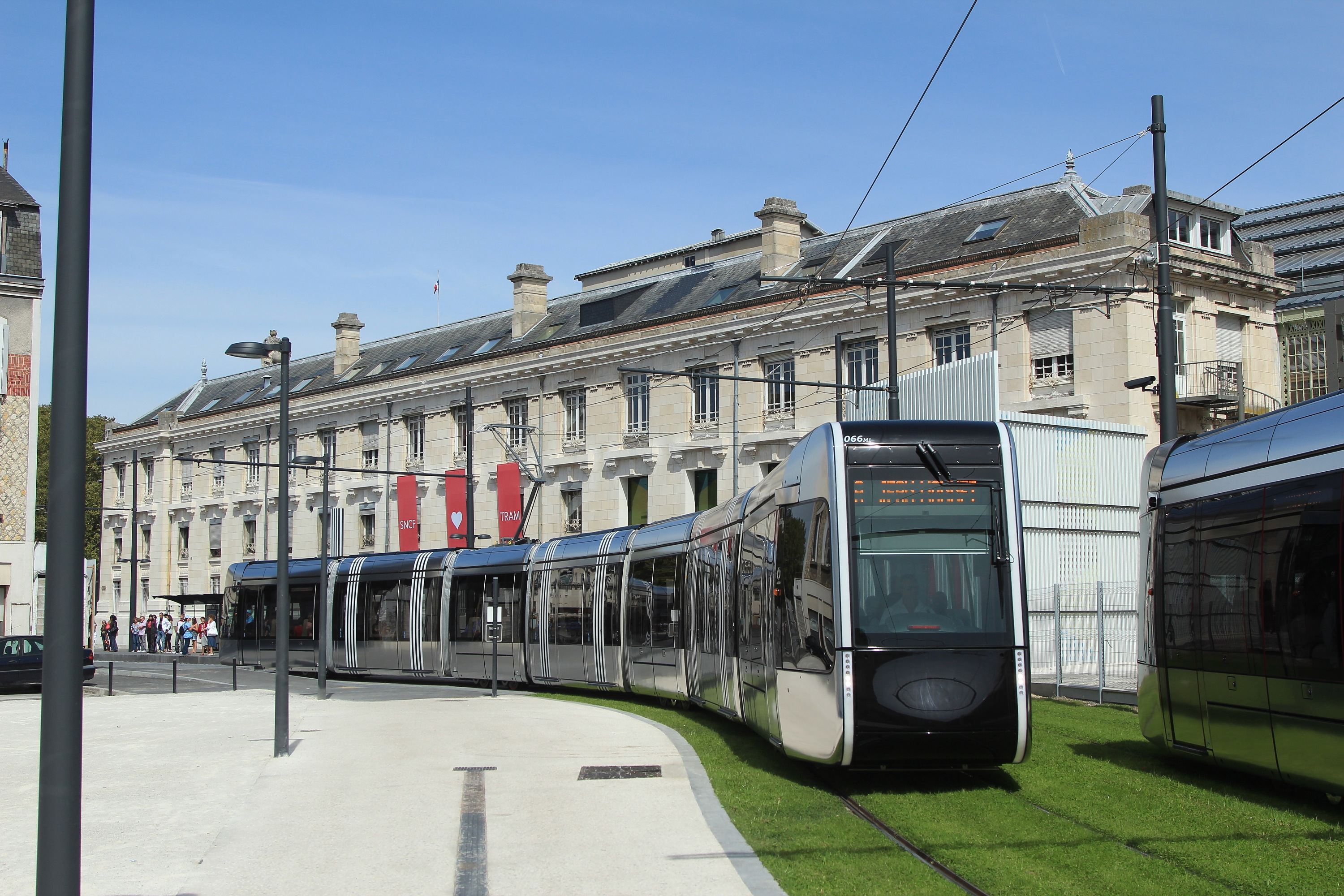
Rame du tramway devant la gare de Tours.
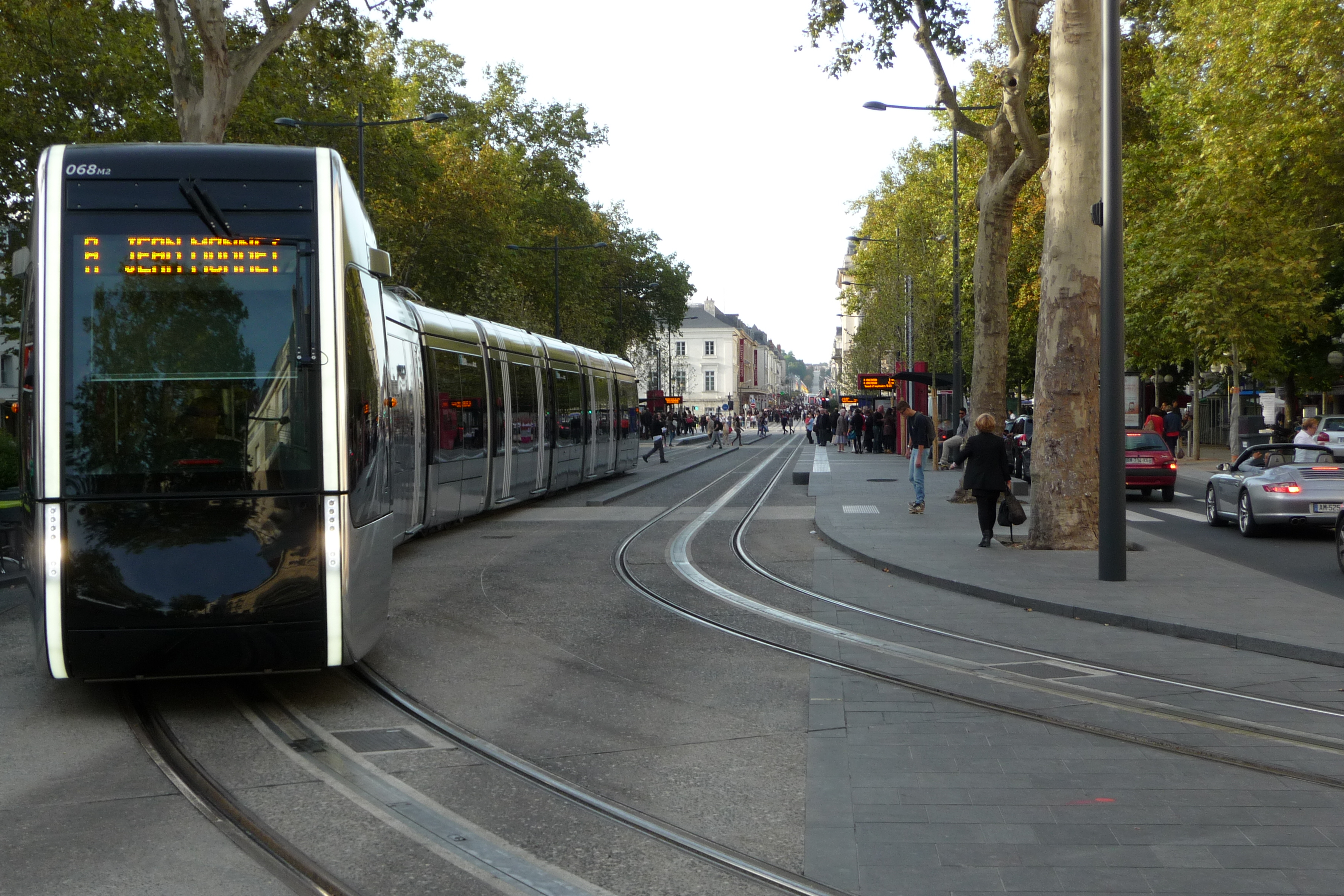
Rame, avenue Grammont.
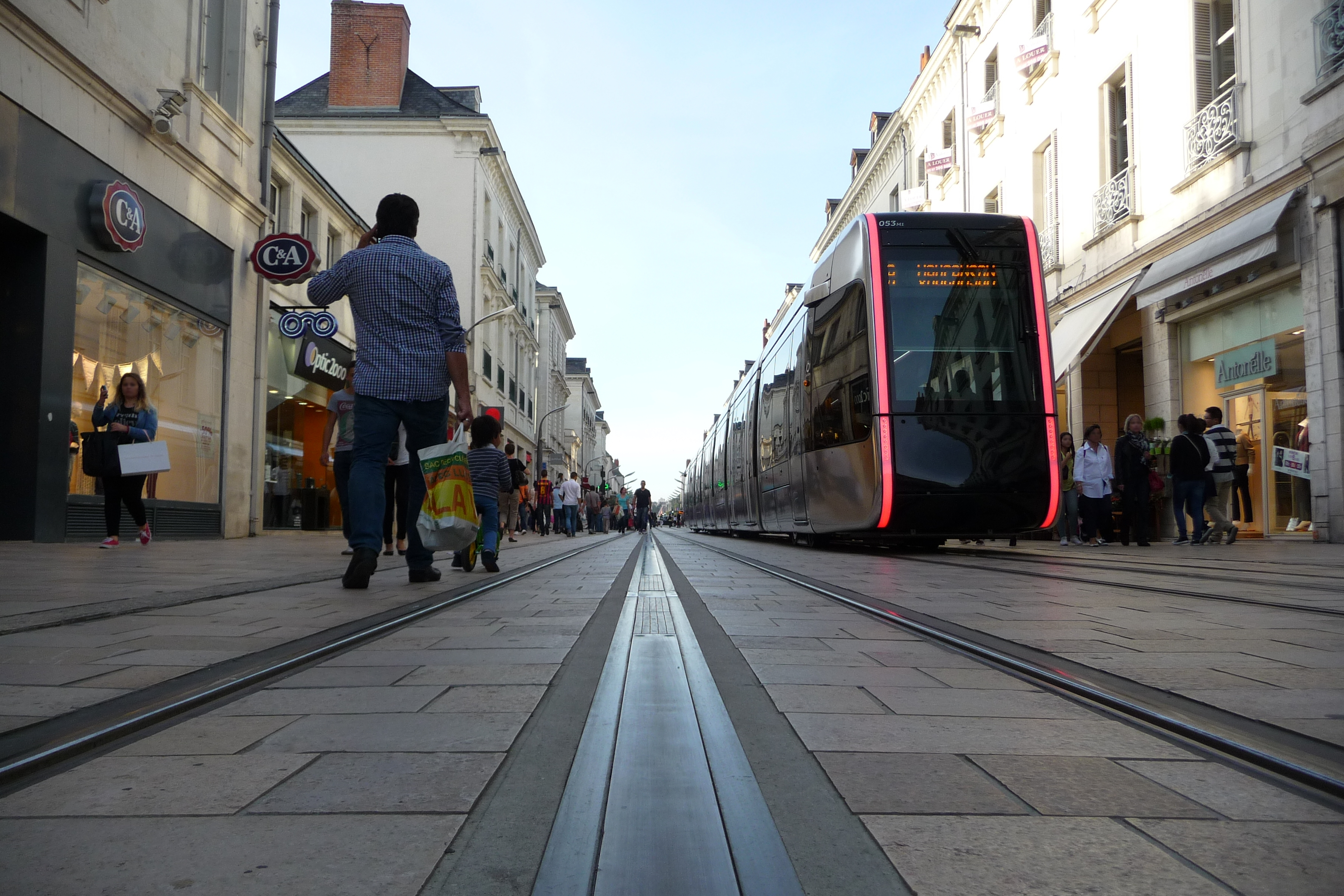
Un tramway vu de dos, rue Nationale.
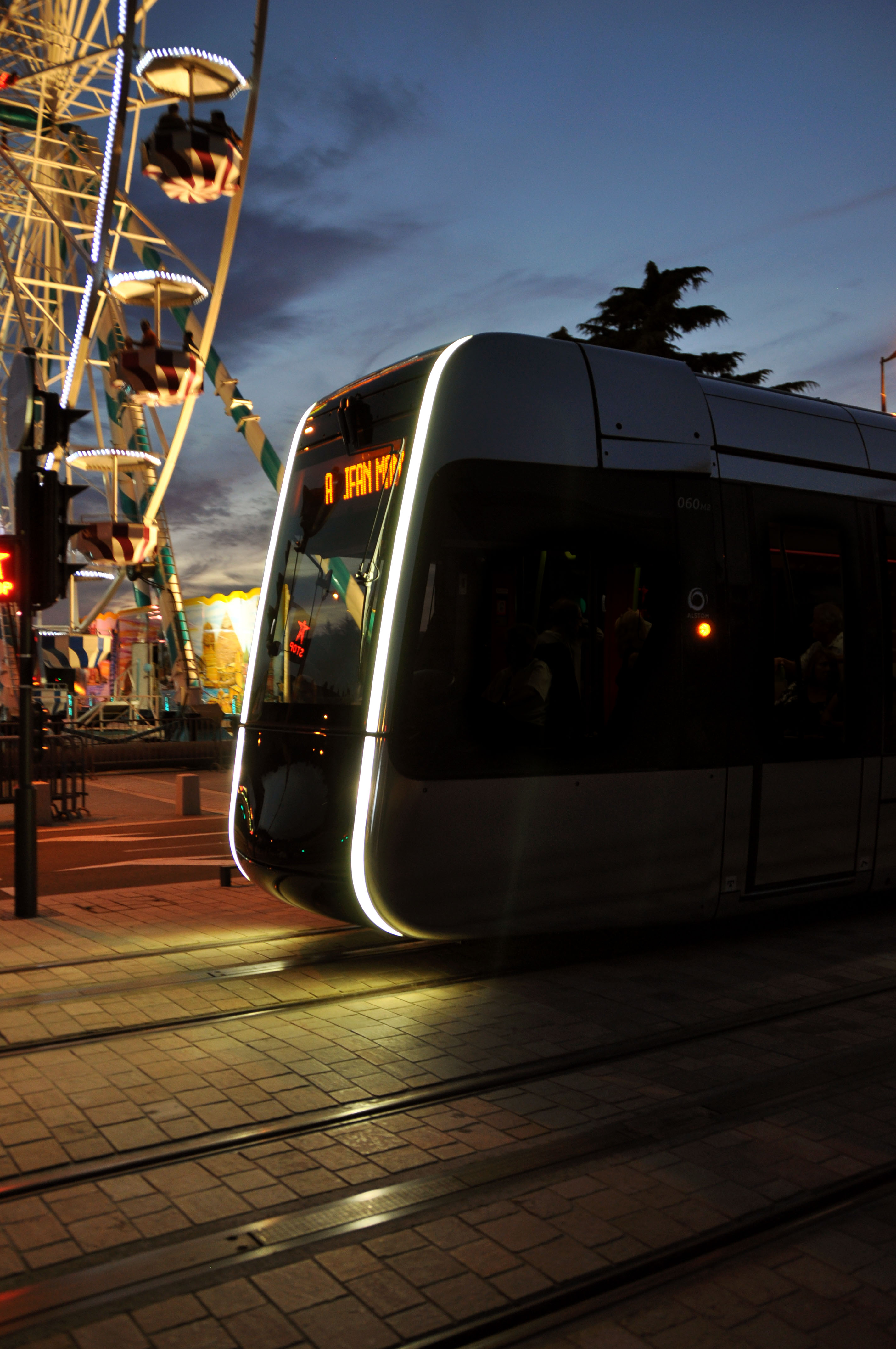
Tramway à Tours allant vers Joué-lès-Tours.